# Liste der betroffenen Merkmale des Gutachtens zur Auslegung des Verbotes von Qualzüchtungen
Diese Liste enthält auszugsweise die Merkmale bei Heimtieren, die im Gutachten zur Auslegung von § 11 b des Tierschutzgesetzes (Verbot von Qualzüchtungen) beschrieben werden. Das Gutachten vom 2. Juni 1999 bezieht sich auf § 11 b des bundesdeutschen Tierschutzgesetzes in der Fassung der Bekanntmachung vom 25. Mai 1998 und wurde von einer Sachverständigengruppe erstellt, die vom Bundeslandwirtschaftsministerium eingesetzt wurde. „Das Gutachten soll insbesondere allen Züchtern von Heimtieren helfen, ihrer Verantwortung gerecht zu werden und die Vorschriften des Tierschutzgesetzes, welche die Züchtung betreffen, in vollem Umfang zu beachten. Ziel ist das vitale, gesunde, schmerz- und leidensfreie Tier.“ (Gutachten S. 1)

## Hunde

### Blue-dog-Syndrom

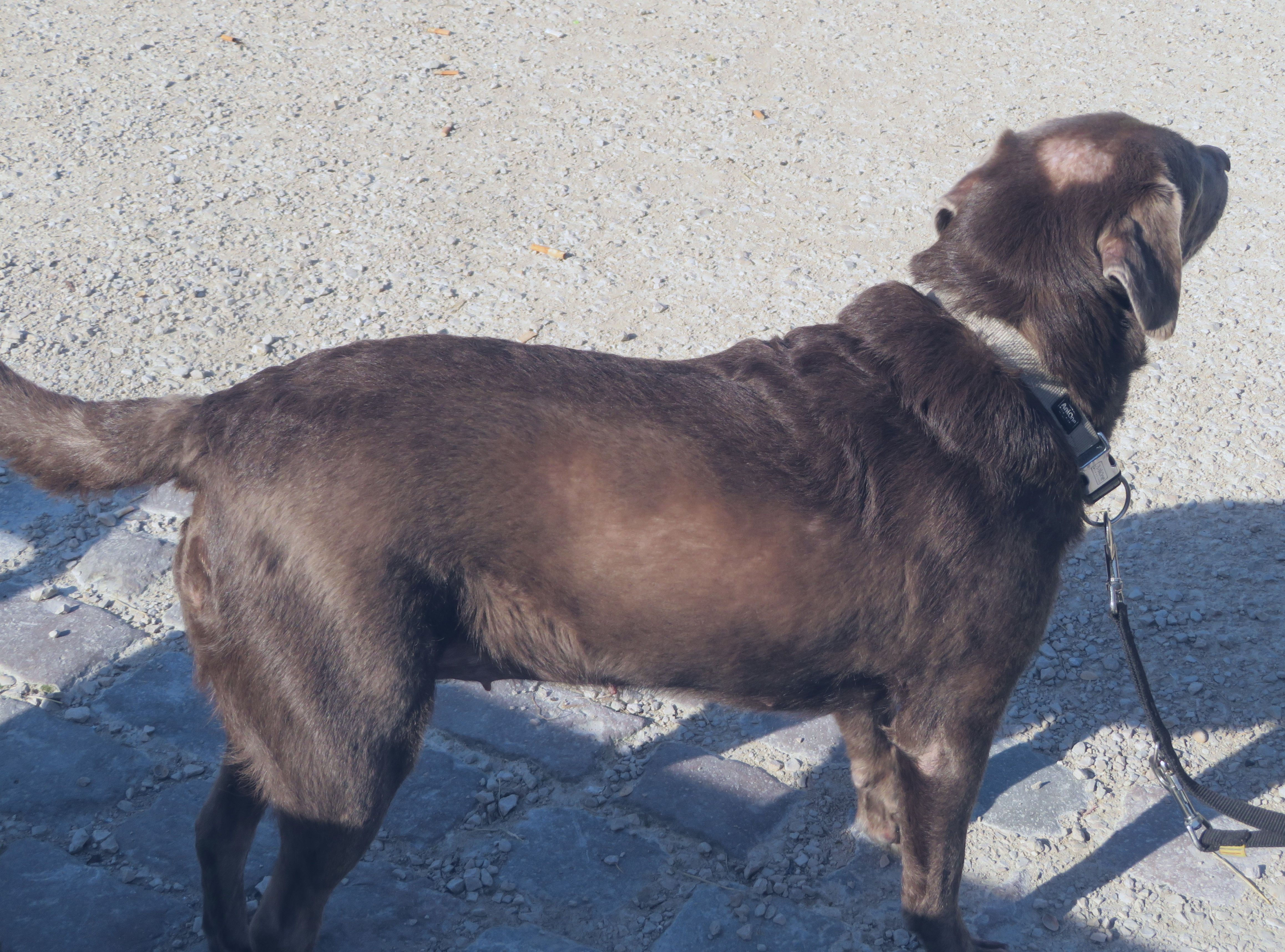
Silver Labrador mit CDA

Definition
Blaugraue Farbaufhellung mit Disposition zu Haarausfall, (Farbmutantenalopezie, CDA), Hautentzündung und Pigmentmangel-Syndrom.
Auftreten
Sporadisch, familiär gehäuft bei Dobermann, Greyhound, Irish Setter, Teckel und beim Silver Labrador.
Genetik
Autosomal unvollständig dominant.
Symptomatik
Durch eine gestörte Verhornung des Haarfollikel-Epithels kommt es zu Haarausfall mit Schuppenbildung, Papeln und Pusteln, sowie sekundärer follikulärer Pyodermie. Das Lymphsystem kann sich verändern, Ödeme können entstehen und eine Nebennierendysplasie. Grundlage des Defekts ist eine Nebennieren-Insuffizienz mit Immunkomplexstörung. Homozygote Tiere sind scheinbar stärker betroffen als heterozygote Tiere (unvollständig dominant).

### Brachy- und Anuriesowie Verkrüppelung der Schwanzwirbelsäule

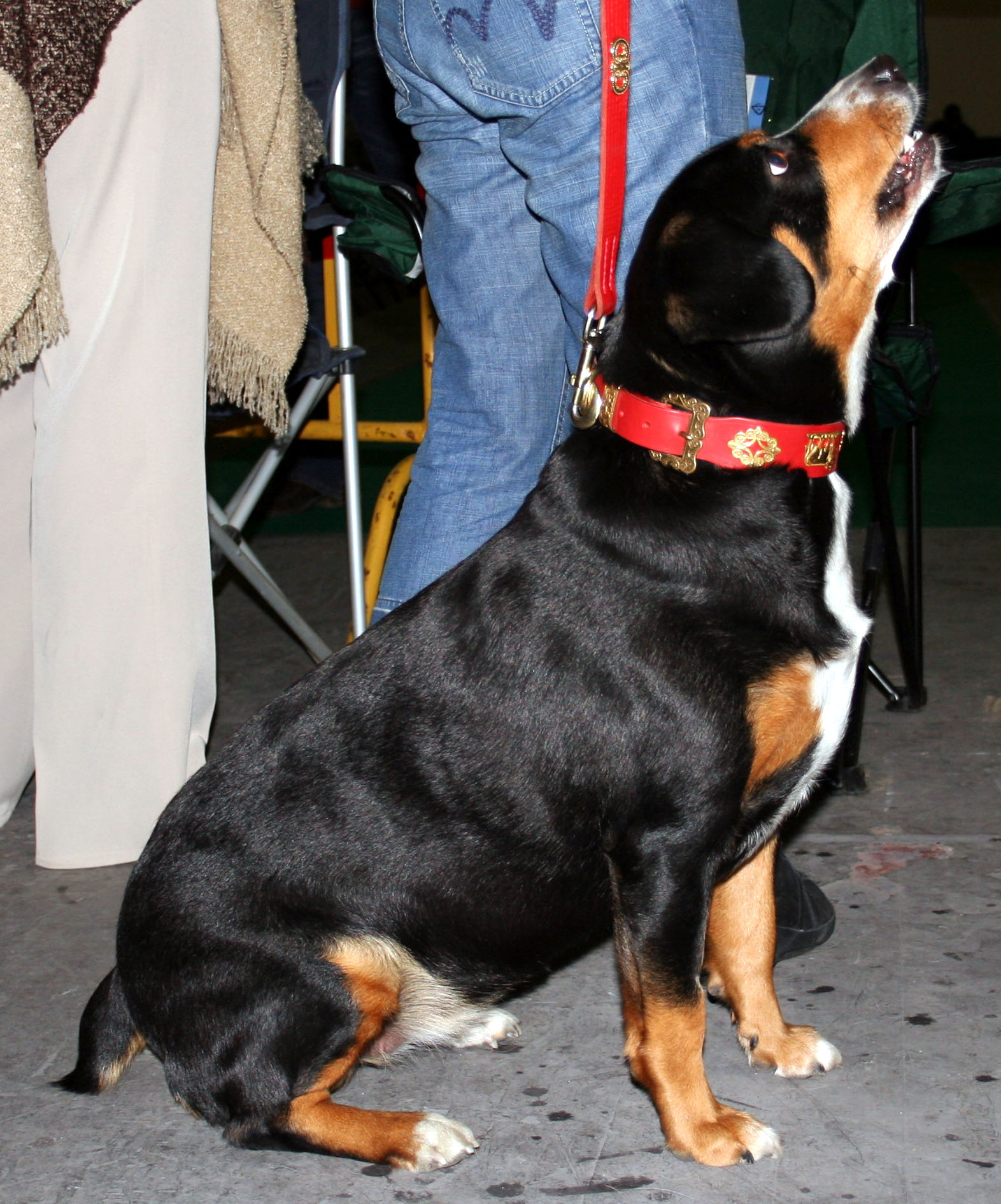
Stummelrute bei einem Entlebucher Sennenhund

Definition
Unterschiedlich ausgeprägte Verkürzung der Schwanzwirbelsäule bis zur Stummelschwänzigkeit, mit oder ohne Verkrüppelung des Schwanzes (Knick-, Korkenzieherschwanz).
Auftreten
Sporadisch, familiär gehäuft bei Französische Bulldogge, Englische Bulldogge, Mops, Teckel, Bobtail, Cocker Spaniel, Entlebucher Sennenhund, Rottweiler
Genetik
Knick- und Korkenzieherschwänze autosomal rezessiv, Brachy- und Anurie wahrscheinlich autosomal rezessiv, u. U. polygenetisch, möglicherweise mit Umweltfaktor.
Symptomatik
Knick- und Korkenzieherschwanz sowie Verkürzung der Schwanzwirbelsäule tritt häufig mit Missbildungen an weiteren Abschnitten der Wirbelsäule auf (Block-, Schmetterlings- und Keilwirbelbildung, Spina bifida). Folge können Störungen der Bewegungsabläufe der Hintergliedmaßen bis zur Lähmung sein sowie Harn- und Kot-Inkontinenz.

### Chondrodysplasie

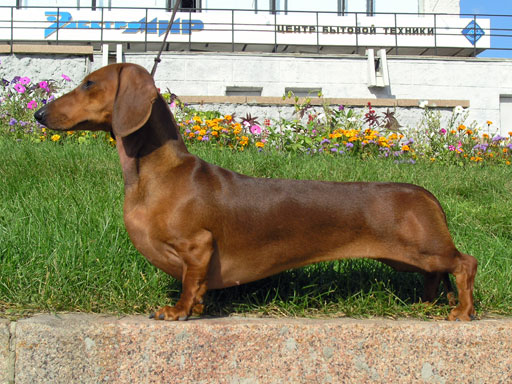
Ausgeprägte Chondrodysplasie bei einem Dackel

Definition
Zwergwuchs mit Verkürzung der langen Röhrenknochen, damit der Gliedmaßen. Möglicherweise ist die Ursache eine hormonelle Fehlsteuerung des Calcium- und Phosphat-Stoffwechsels.
Auftreten
Basset, Französische Bulldogge, Pekinese, Scottish Terrier, Sealyham Terrier, Welsh Corgis
Genetik
Scheinbar autosomal unvollständig dominant.
Symptomatik
Starke Disposition zur frühzeitigen Fehlbildung der Zwischenwirbelscheiben, was zu einem Bandscheibenvorfall führen kann.

### Dermoid / Dermoidzysten
Definition
Hauteinstülpungen am Rücken, die bis in den Wirbelkanal hineinreichen können.
Auftreten
Rhodesian Ridgeback, Thai Ridgeback
Genetik
Wahrscheinlich autosomal unvollständig dominant mit Kopplung an das Gen „Ridge“ (Haarstrich mit gegenläufigem Wuchs).
Symptomatik
Vor und hinter dem „Ridge“ treten am Rücken Zysten auf, die sich im Embryo aus einer unvollkommenen oder ausbleibenden Trennung von Haut und Rückenmark entwickeln. Bleibt die Verbindung zu Wirbelkanal und Rückenmark bestehen, kann dies zur Lähmung der Hinterläufe und zu Schmerzempfindlichkeit führen. Außerdem treten durch Infektionen entzündliche Veränderungen auf (Meningitis, Myelitis).

### Grey-Collie-Syndrom
Definition : Silbergraue Farbaufhellung, verbunden mit einer Störung der Blutbildung.
Auftreten
Verschiedene Collie-Zuchtlinien
Genetik
Autosomal rezessiv mit Semiletalfaktor
Symptomatik
Durch die Störung der Blutbildung (Verminderung der neutrophilen Granulozyten) tritt eine starke Disposition für Infektionen auf, besonders der Schleimhäute. Die mangelnde Infektionsabwehr führt häufig zum Tod vor der Geschlechtsreife.

### Haarlosigkeit

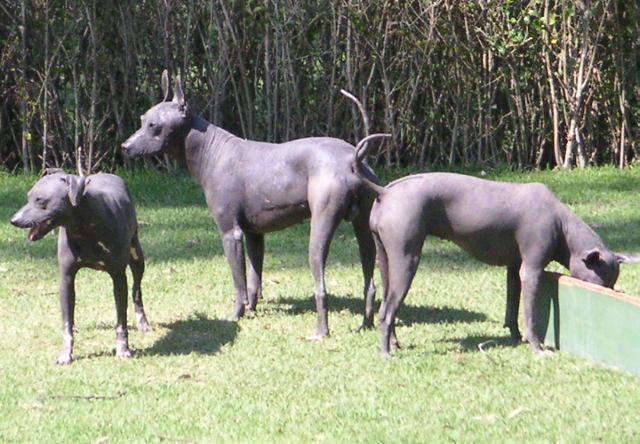
Haarlosigkeit bei Mexikanischen Nackthunden

Definition
Haarlosigkeit
Auftreten
Chinesischer Nackthund, Mexikanischer Nackthund, Peruanischer Nackthund
Genetik
Autosomal unvollständig dominant mit Letal- / Semiletalfaktor
Symptomatik
Schwerwiegende Gebissanomalien, fehlende Prämolaren, Canini oder Incisivi. Immundefizienz, empfindliche Haut (Sonnenbrand, Allergien, Verletzungen, Fliegenbefall) und klimatische Adaptionsstörungen.

### Merlesyndrom

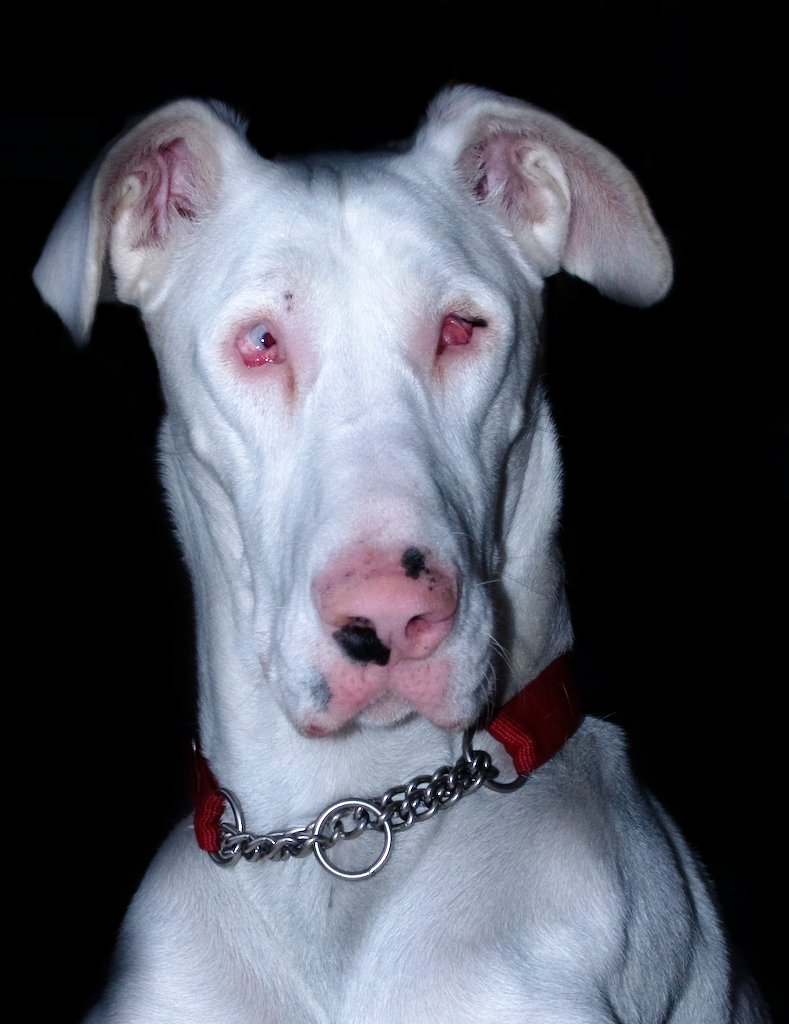
Fehlbildung der Augen durch homozygoten Merlefaktor bei einer Deutschen Dogge

Definition
Tigerung bei homozygoten Tieren: „Weißtiger“. Depigmentierung mit variabel ausgeprägten Sinnesorgandefekten.
Auftreten
Bobtail, Collie, Deutsche Dogge, Dunker, Sheltie, Teckel, Welsh Corgi.
Genetik
Autosomal unvollständig dominant, Subvitalgen.
Symptomatik
Bei homozygoten Tieren sind 50 % bis 100 % der Körperoberfläche unpigmentiert. Es treten dabei auch Anomalien der Augen und des Ohres auf, deshalb eine mehr oder weniger eingeschränkte Seh- und Hörfähigkeit. Außerdem treten Störungen des Gleichgewichtsorgans und der Reproduktion auf. Weißtiger haben eine perinatale Sterblichkeit bis zu 47 %.

### Brachyzephalie/ Brachygnathie
Definition
Breiter, runder Schädel bis hin zu primatenähnlichem Rundkopf und/oder Verkürzung der Kiefer- und Nasenknochen
Auftreten
Deutscher Boxer, Bulldoggen, Chihuahua, Mops, Pekinese, King Charles Spaniel, Shih Tzu, Toy Spaniel,
Genetik
Polygenie
Symptomatik
Schwergeburten. Bei Brachyzephalie und Chondrodysplasie Neigung zu Gehirntumoren und Hydrocephalus. Bei höherem Grad der Verzwergung nimmt die Dicke des Schädeldaches ab, verbunden mit persistierenden Fontanellen, was zu Schädelverletzungen führen kann. Durch das unproportionierte Wachstum der Schädelknochen werden die Nebenhöhlen verkleinert, es treten Stenosen in den Nasenöffnungen und -gängen auf, der Gaumen wird zu lang und weich. Folge sind Atembeschwerden und Störungen der Thermoregulation sowie Schluckbeschwerden. Durch einen ausgeprägten Vorbiss kann auch die Gebissfunktion mangelhaft sein.
Für spezielle Hunderassen siehe auch Qualzucht, Deutschland, Großbritannien, Österreich, Schweiz

### Ektropium

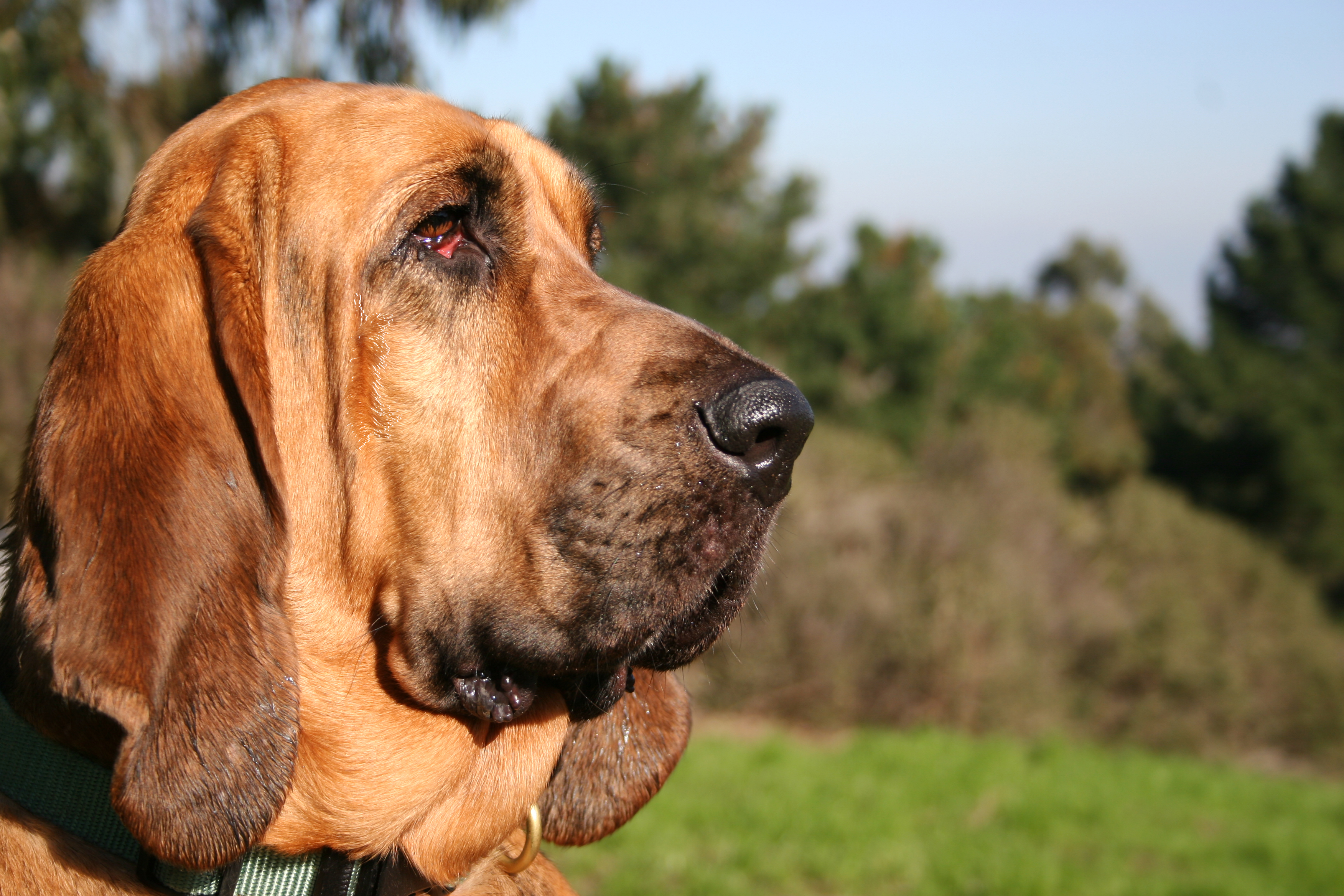
Ektropium bei einem Bloodhound

Definition
Auswärtsrollen des unteren Augenlidrandes.
Auftreten
Gehäuft bei Basset, Bernhardiner, Bloodhound, Bulldoggen, Cocker Spaniel, Neufundländer, Shar-Pei
Genetik
Polygenie mit Disposition bei faltenreicher Haut.
Symptomatik
Der Lidschluss bleibt durch das Auswärtsdrehen des unteren Lidrandes unvollständig. Dies führt zu Tränenfluss, Konjunktivitis und eventuell Veränderungen der Hornhaut.

### Entropium
Definition
Einwärtsrollen des Augenlidrandes.
Auftreten
Insbesondere Bullterrier, Chow-Chow, Pudel, Rottweiler, Sennenhund und Shar-Pei, aber auch bei vielen anderen Rassen.
Genetik
Wahrscheinlich Polygenie, familiär gehäuft bei Zuchten mit tiefliegenden und/oder kleinen Augen.
Symptomatik
Der einwärts gerollte untere oder obere Augenlidrand führt zu sekundärer Trichiasis mit Hornhaut- und Bindehautirritationen, bis hin zu Konjunktivitis und Keratitis.

### Übermäßige, permanente Hautfaltenbildung

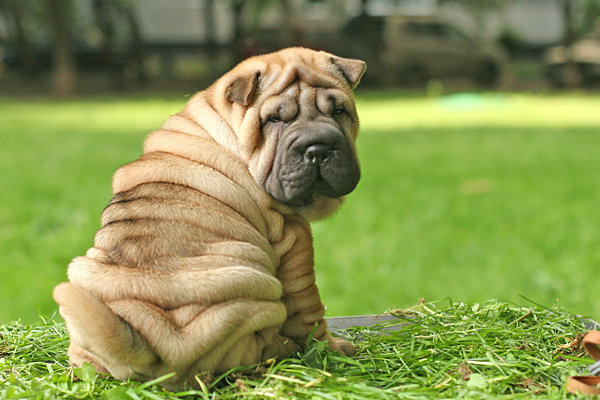
Übermäßige Hautfaltenbildung bei einem Shar-Pei Welpen

Definition
Hautfalten, die teilweise oder überall in Erscheinung treten.
Auftreten
Teilweise Faltenbildung bei Pekinese und Toy Spaniel, generalisierte Faltenbildung bei Basset, Bluthund und vor allem Shar-Pei.
Genetik
Wahrscheinlich Polygenie.
Symptomatik
Disposition zu Mucinosen und Dermatitiden, bei brachyzephalen Rassen außerdem Reizung der Hornhaut mit Keratitis als Folge.

### Hüftgelenksdysplasie (HD)
Definition
Mangelhafte Ausprägung des Hüftgelenks.
Auftreten
Bei schweren Rassen wie Bernhardiner, Deutscher Boxer, Deutsche Dogge, Deutscher Schäferhund, Leonberger, Mastiff, Neufundländer, Retriever, Rottweiler, Sennenhund, zum Teil aber auch bei kleineren Rassen.
Genetik
Polygenie.
Symptomatik
Die knöchernen Gelenkanteile (Acetabulum, Caput femoris) werden nur ungenügend ausgebildet. Das Gelenk wird instabil, es können eine Verformung des Caput femoris, Osteoarthrose und Kapselfibrose auftreten mit spontaner schmerzhafter Lahmheit. Die Schmerzen gehen von den Muskeln aus, die versuchen, das Gelenk wieder zu stabilisieren.

### Hypertrophie des Aggressionsverhaltens
Definition
Übersteigertes Angriffs- und Kampfverhalten, das leicht auslösbar und biologisch weder bezüglich Zweck noch Ziel sinnvoll ist.
Auftreten
Kann grundsätzlich bei vielen Rassen vorkommen.
Genetik
Ungeklärt. Fraglich ob genetisch determiniert.
Symptomatik
Jeder Sozialkontakt wird mit Aggression und Beschädigungsbeißen beantwortet. Die Beißhemmung gegenüber Sozialpartnern kann sich nicht entwickeln.

## Katzen

### Kurzschwänzigkeit bzw. Schwanzlosigkeit

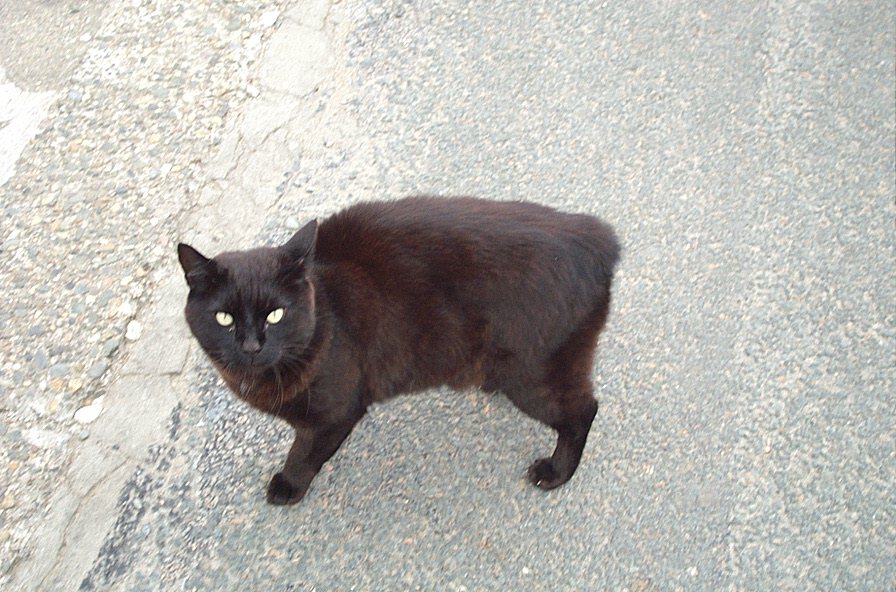
Schwanzlose Manxkatze

Definition
Unterschiedlich ausgeprägte Verkürzung der Schwanzwirbelsäule: Verkürzter, aufgerollter Schwanz, gerader, kurzer Schwanz (tailed), Stummelschwanz (stumpy), schwanzlos mit kleiner Einbuchtung anstelle des Schwanzes (rumpy)
Auftreten
Tritt sporadisch in allen Katzenpopulationen auf, vor allem aber bei Manx, Cymric und den diversen Bobtail-Rassen wie zum Beispiel American Bobtail, Japanese Bobtail, Kurilian Bobtail oder Pixiebob.
Genetik
Autosomal unvollständig dominant, Gene +M und M (bei Bobtails nicht geklärt)
+M +M „Wildtyp“ mit Schwanz
M +M Schwanzverkürzung unterschiedlicher Ausprägung
M M letal (frühembryonaler Tod)
Symptomatik
Der Schwanz dient als „Balancierstange“ beim Laufen, Springen und Klettern sowie als Kommunikationsmittel. Bei Kurzschwänzigkeit oder Schwanzlosigkeit ist mit Störungen der Bewegungsabläufe zu rechnen und die soziale Kommunikation gestört. Bei Manx-Katzen ist außerdem häufig mit Wirbelmissbildungen zu rechnen, unabhängig vom „Schwanztyp“ (tailed, stumpy, rumpy), und sie neigen zu massiven Defekten im Bereich des Beckens und des Rückenmarks, mit neurologischen Ausfallerscheinungen des Enddarms. Schwanzlose Tiere sind häufig im Beckenbereich schmerzempfindlich.

### Farbaufhellung des Fells und der Iris, Taubheit

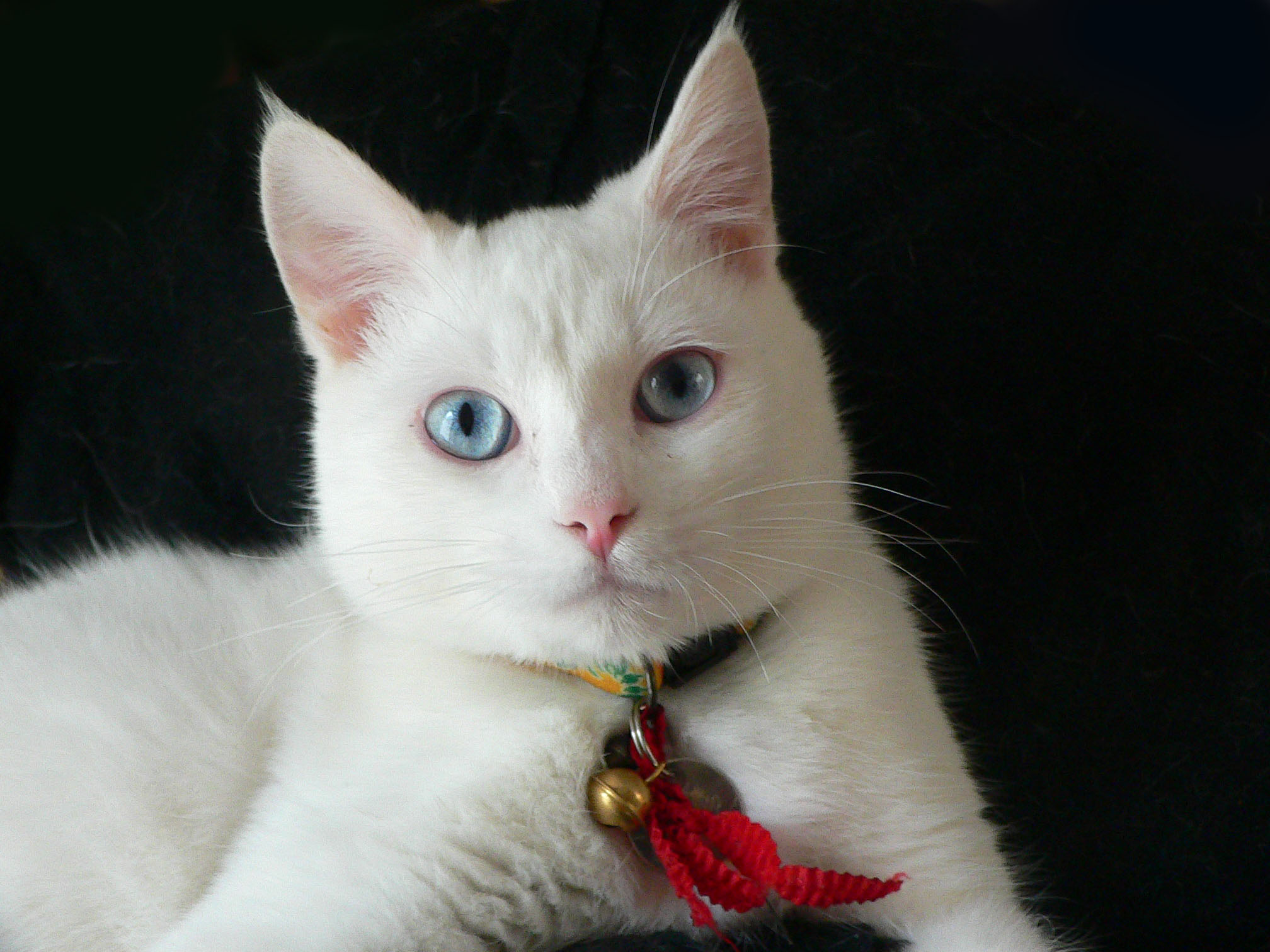
Dominant weiße Katze mit blauen Augen, laut Bildbeschreibung taub

Definition
Aufgehelltes bis weißes Fell, Augen häufig blau.
Auftreten
Bei rein weißen oder überwiegend weiß gescheckten Tieren :
Türkisch Angora, Perser, Foreign White (Siam, OKH), Russian White (Russisch Weiß), Türkisch Van
Akromelanie bei Siam und Colourpoint
Genetik
W-Serie (epistatisches Weiß, überdeckt alle anderen Farben): autosomal dominant, zeigt unvollständige Penetranz für Schwerhörigkeit
C-Serie (Points): Autosomal rezessiv
c
reiner Albino mit roten Augen (kommt bei Katzen praktisch nicht vor)
cs
Akromelanismus der Siam, Pigmentierung ist auf die Körperenden (Beine, Ohren, Gesicht, Schwanz) beschränkt
cb
Burmafaktor, schwächt die Pigmentierung ab, die „Points“ sind dunkler
S-Serie (mehr oder minder großflächige Weißscheckung): Unvollständig dominant
I-Serie (Farbaufhellung des unteren Haarschafts durch Inhibitor-Gen, „Silber“): Autosomal dominant
Symptomatik
Vor allem das W-Gen sorgt für Schwerhörigkeit oder Taubheit. Reinerbige Katzen sind zu ca. 43 % taub, mischerbige zu ca. 27 %. Die Wahrnehmung von Lauten ist für das Sozialverhalten und den Beutefang von Bedeutung. Taube Katzen können Annäherungs- und Drohlaute der Artgenossen sowie das Fiepen und Schnurren der Welpen nicht hören. Bei blauäugigen Tieren ist z. T. die Nachtsichtigkeit beeinträchtigt. Point-Katzen neigen zu Schielen und Augenzittern. Gescheckte Tiere können ebenfalls Innenohrdefekte (Schwerhörigkeit) zeigen. Weiße Katzen neigen allgemein zu Hauttumoren.

### Anomalie des äußeren Ohres (Kipp- und Faltohr)

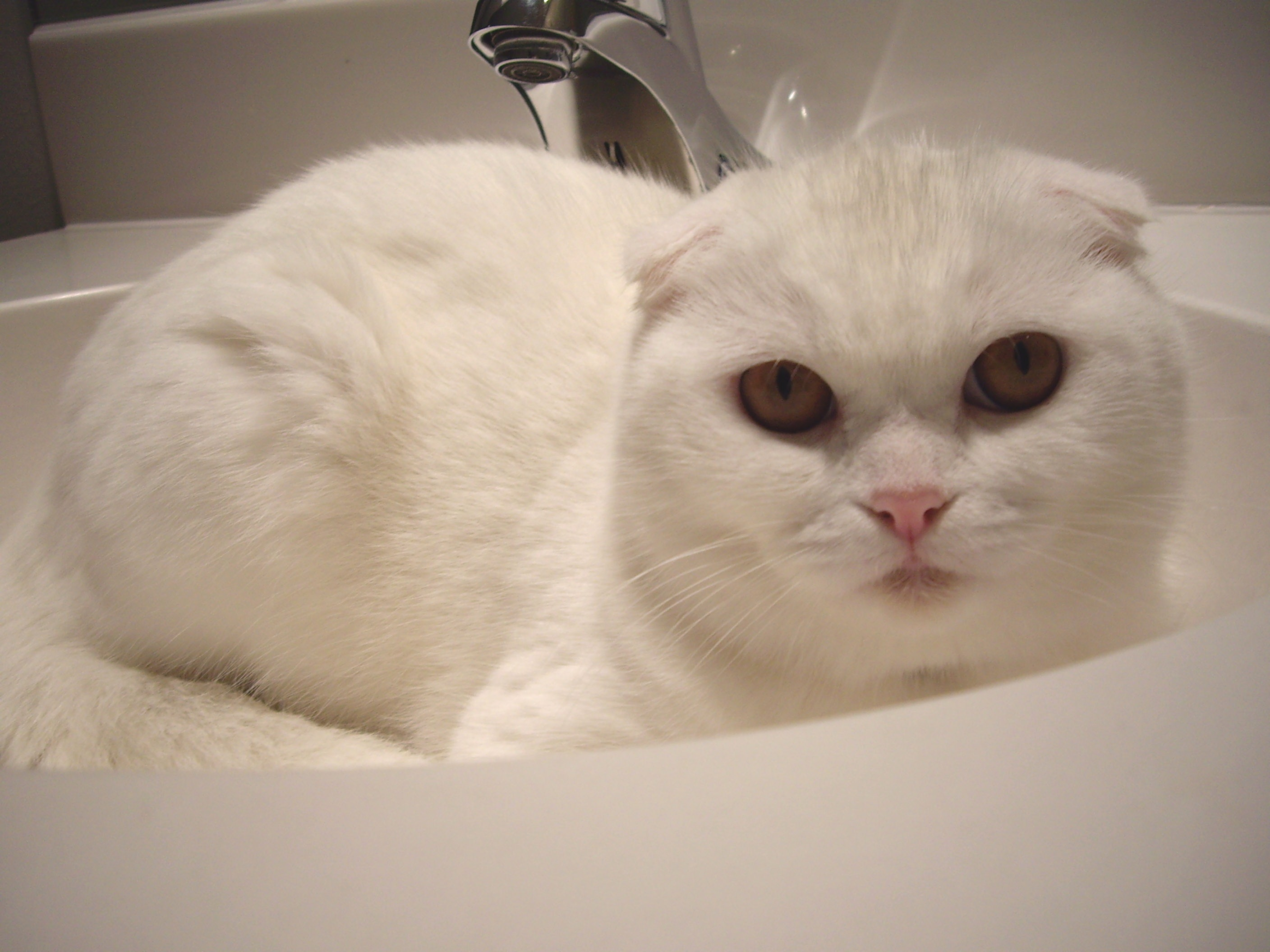
Weiße Scottish-Fold-Katze

Definition
Ohrmuscheln sind nach vorne oder hinten abgeknickt
Auftreten
Bei Scottish- und Highland-Fold, Pudelkatze, American-Curl
Genetik
Autosomal unvollständig dominant, Gen Fd
Symptomatik
Es treten Schäden an Knorpeln und Knochen auf. Die soziale Kontaktaufnahme mit Ohren als Signalgeber ist eingeschränkt.

### Anomalie / Abweichung des Haarkleides

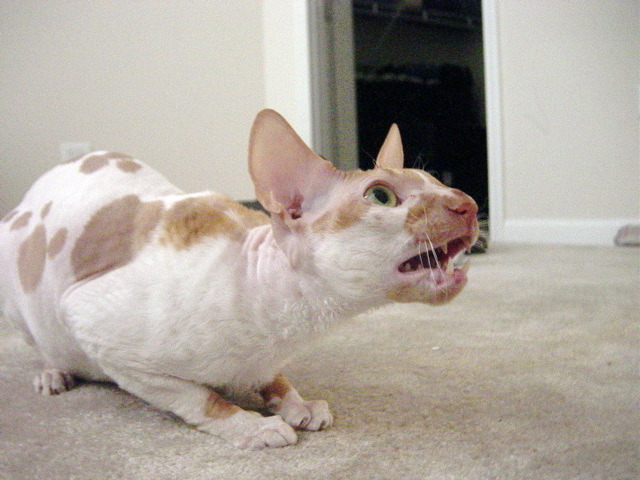
Rexkatze mit abnormaler Fellstruktur, hier eine Cornish Rex.

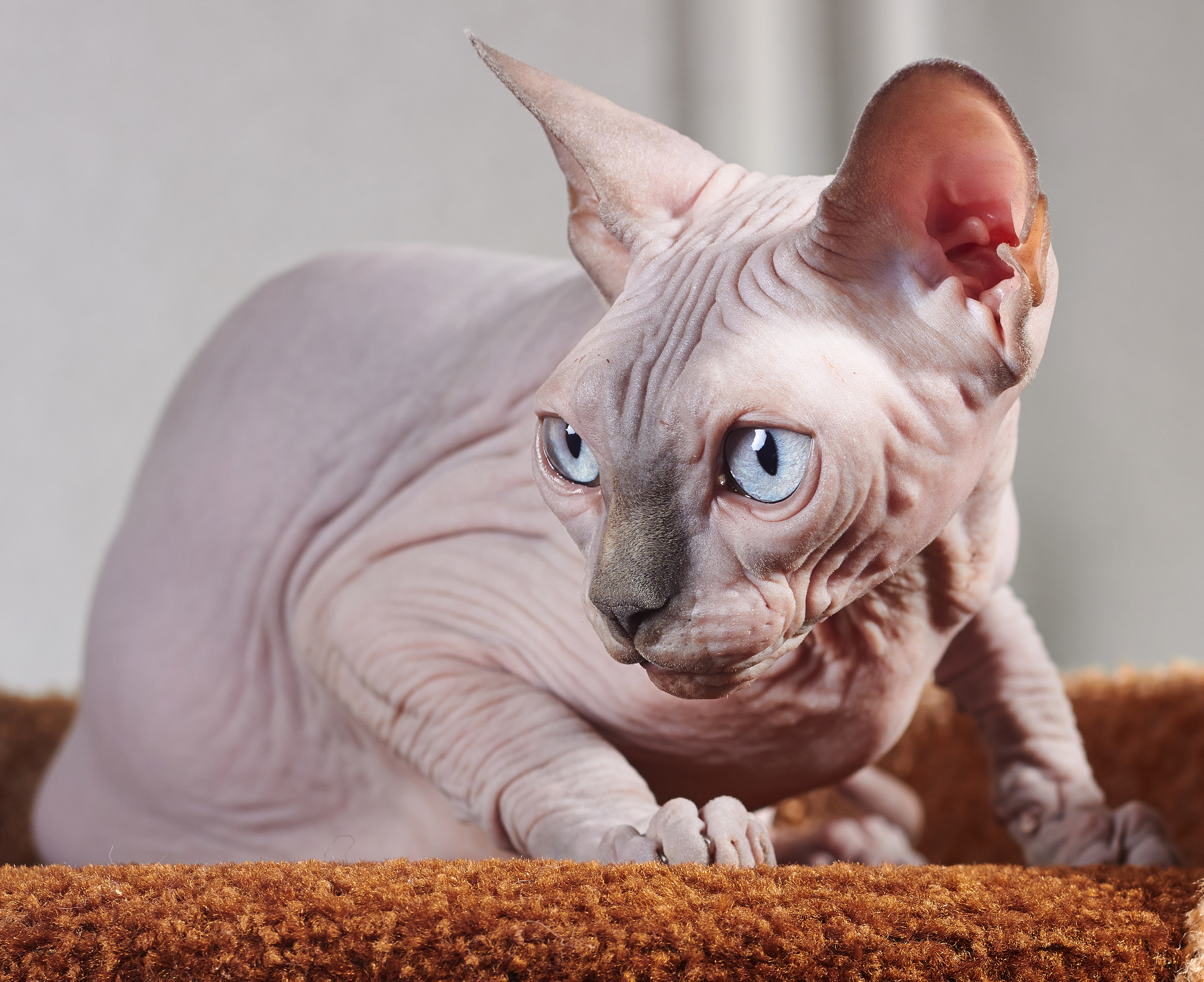
Eine Sphinxkatze, gänzlich ohne Fell, deswegen oft Nacktkatze genannt. Nicht einmal Schnurrhaare sind vorhanden.

Definition
Haarwachstum ist gestört bzw. nicht vorhanden. Tasthaare sind verkürzt bzw. fehlen.
Auftreten
Rex-Katzen und Sphinx haben ein gezielt anormales Haarkleid. Vor allem bei Devon-Rex und Sphinx sind die Tasthaare gekräuselt bzw. fehlen.
Genetik
R-Serie: Autosomal rezessive rx-Gene der Rexkatzen (x steht für die unterschiedlichen Genorte der unterschiedlichen Rassen)
H-Serie: Autosomal rezessive h-, hd- oder hr-Gene der Sphinx
Symptomatik
Keratininmangel führt zum Abbrechen der Haare und zu partieller Haarlosigkeit. Die Tasthaare sind vor allem bei Dunkelheit für die Orientierung notwendig und werden auch zum Beutefang und für soziale Kontakte benötigt.

### Chondrodysplasie
Definition
Zwergwuchs mit Verkürzung der langen Röhrenknochen, damit der Gliedmaßen.
Auftreten
Munchkin (Dackelkatze)
Genetik
Nicht eindeutig geklärt, könnte autosomal dominant mit unvollständiger Penetranz sein. Möglicherweise aber auch polygenetisch.
Symptomatik
Die Gliedmaßen sind deutlich verkürzt. Damit ist mit Veränderungen der Zwischenwirbelscheiben und mit Bandscheibenbeschwerden zu rechnen.

### Polydaktylie (Vielfingrigkeit)

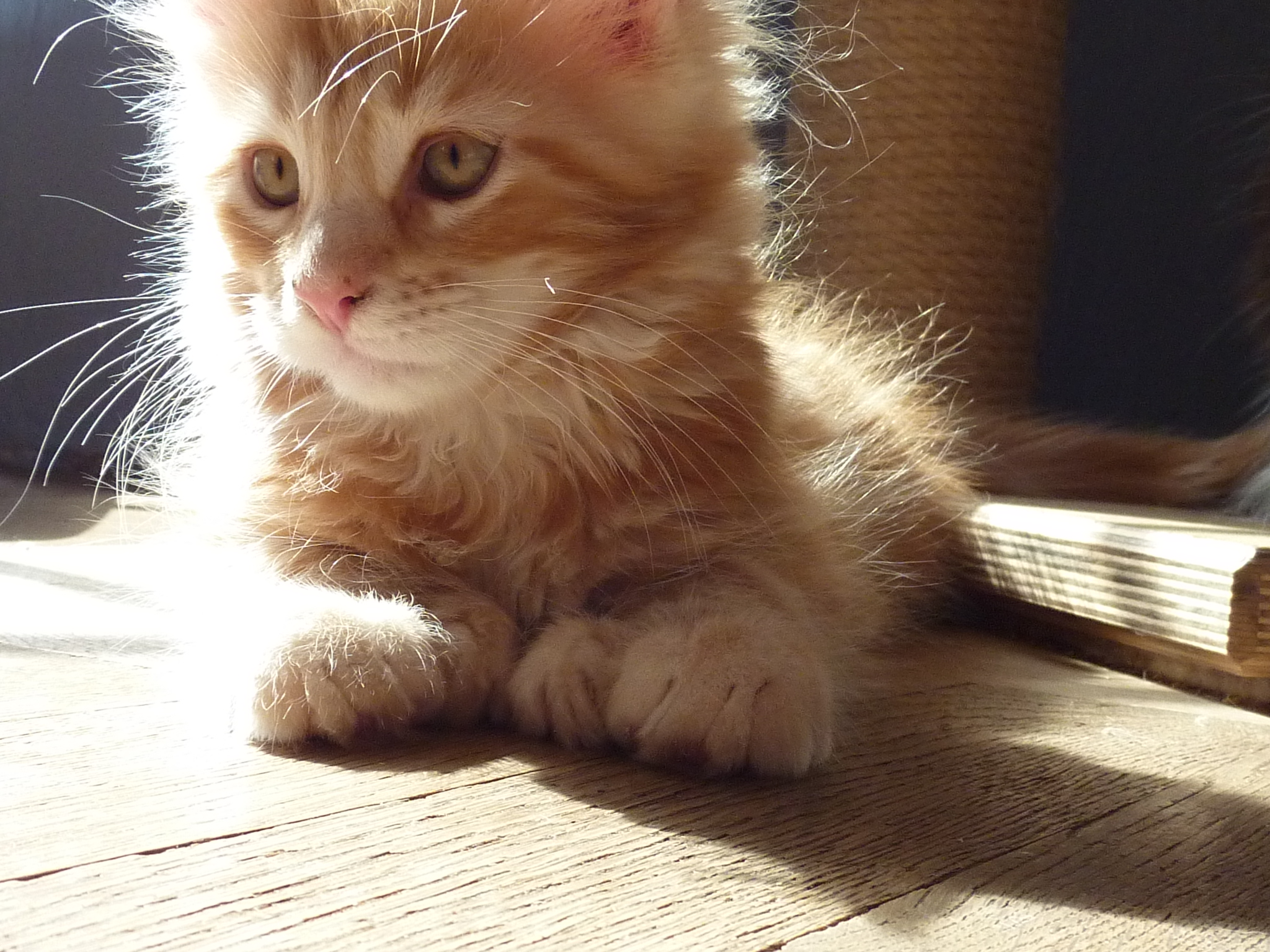
Polydaktylie bei einer Maine-Coon-Katze

Definition
Überzählige Zehen.
Auftreten
Tritt sporadisch in allen Rassen auf, gehäuft bei Maine Coon.
Genetik
Autosomal dominant mit variabler Expression (unterschiedlicher Anzahl zusätzlicher Zehen), Gen Pd, Semiletalfaktor
Symptomatik
Überzählige Zehen können auch „unsichtbar“ sein, was u. U. zu Entzündungen durch verwachsene Krallen führen kann.

### Brachyzephalie

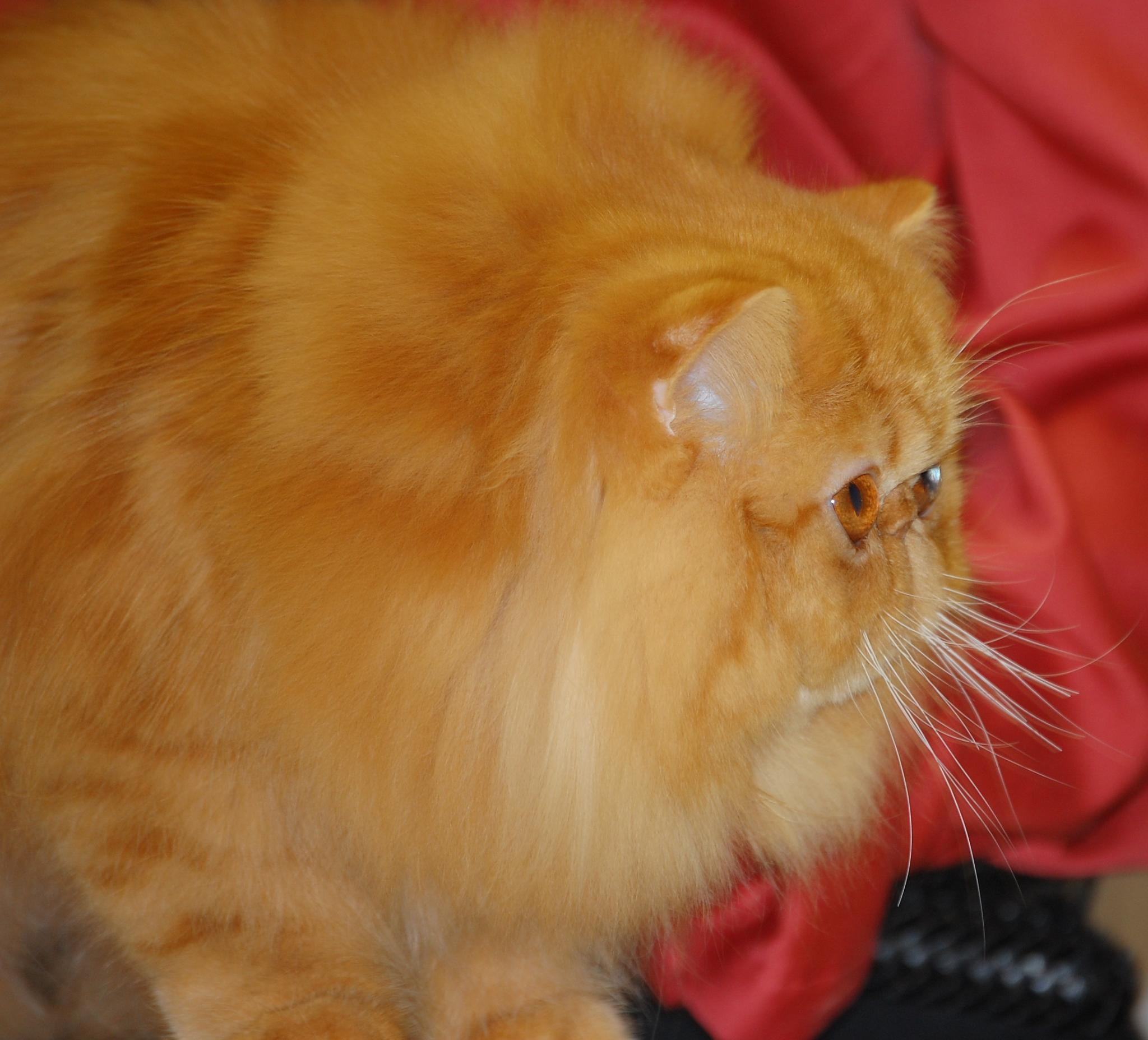
Brachyzephalie bei einer Perserkatze

Definition
Großer, runder Kopf, kurze, breite Nase, ausgeprägter Stop. Als Extrem eine Stupsnase, bei der der obere Rand des Nasenspiegels deutlich über dem unteren Rand der Augenlider liegt (Peke-Face).
Auftreten
Perser und Exotic Shorthair
Genetik
Polygenie wird vermutet.
Symptomatik
Schwergeburten (großer Kopf), höhere Totgeburtenrate, Verkürzung des Oberkiefers, Verengung der oberen Atemwege, Verengung der Tränennasenkanäle

### Entropium
Definition
Einwärtsdrehen des Augenlidrandes.
Auftreten
Sporadisch bei allen Rassen, gehäuft bei brachyzephalen Rassen.
Genetik
Polygenie, vorwiegend im Zusammenhang mit Brachyzephalie.
Symptomatik
Der eingedrehte obere oder untere Lidrand führt zur Irritation der Horn- und Bindehaut. Folge sind Konjunktivitis und Keratitis.

## Kaninchen

### Punktscheckung

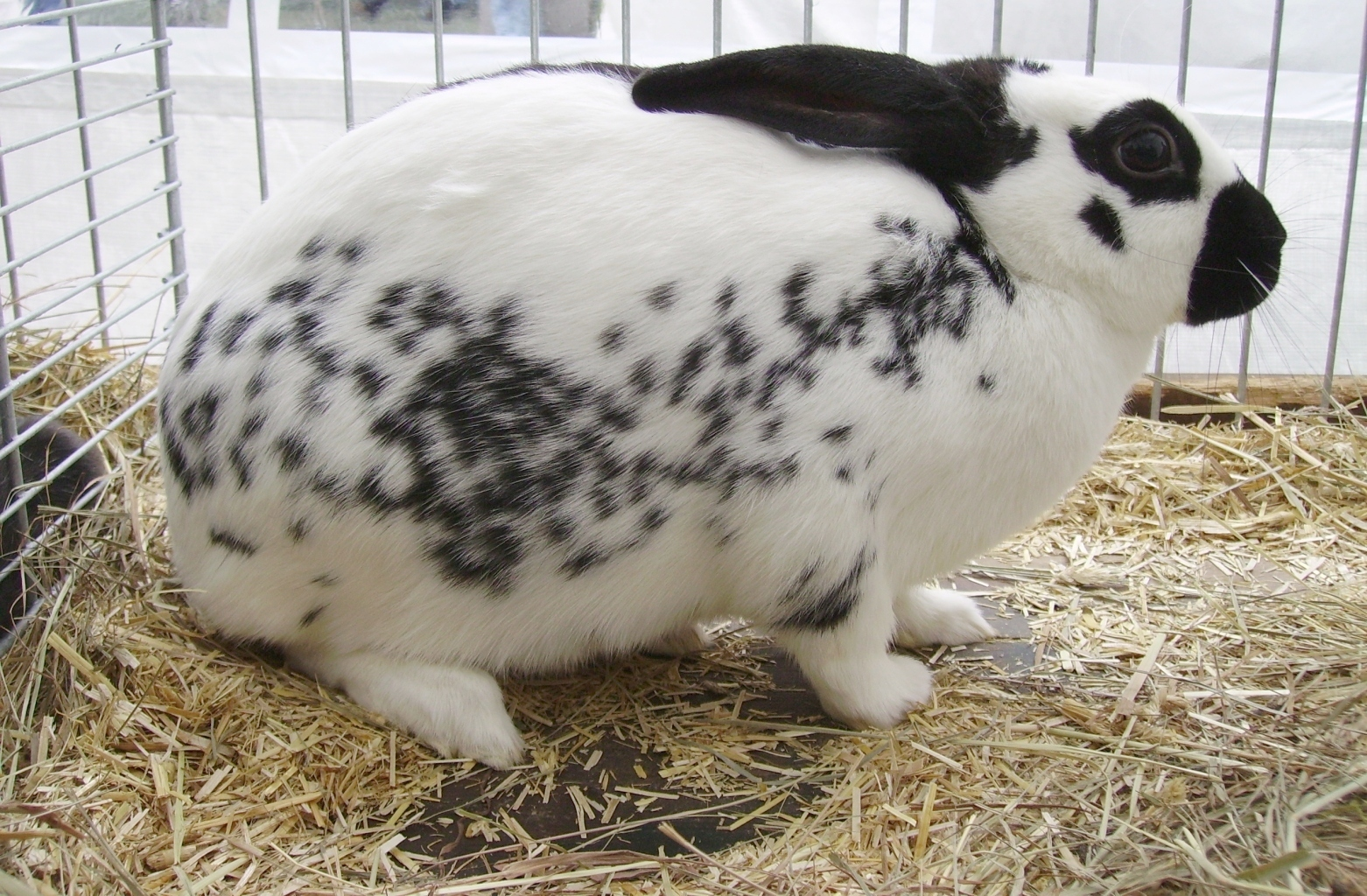
Punktscheckung

Definition
Punktmusterung des ansonsten weißen Fells.
Auftreten
Scheckenkaninchen (Englische Schecke, Deutsche Riesenschecke, Rheinische Schecke, Widderschecke, Kleinschecken, Weiße Hotot).
Genetik
Autosomal unvollständig dominant, mit Modifikationsgenen, deshalb sehr variabel. Semiletalfaktor.
Symptomatik
Bei zunehmendem Alter Disposition zu schweren Darmstörungen. Hypertrophie der Nebennierenrinde, was auf erhöhten Dauerstress schließen lässt.

### Zwergwüchsigkeit

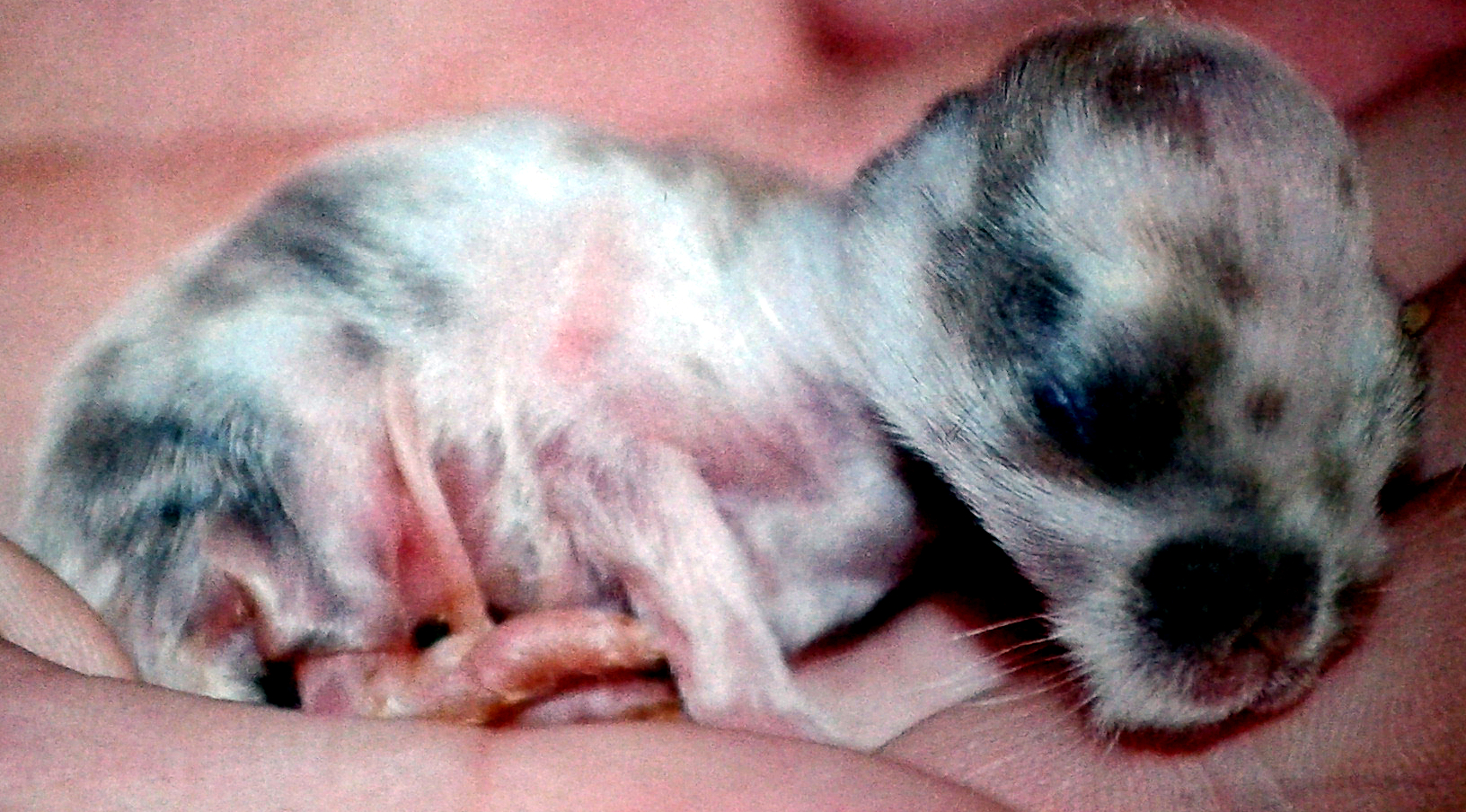
Homozygoter Zwerg aus der Verpaarung zweier Zwergkaninchen (nicht lebensfähig)

Definition
Extremer Zwergwuchs.
Auftreten
Zwergrassen wie Hermelinkaninchen und Farbenzwerge.
Genetik
Autosomal unvollständig dominant (Gen Dw), Letalfaktor.
Symptomatik
Viele Krankheitsdispositionen. Erhöhte Disposition zu Brachygnathie (Zahnstellungsanomalie in Ober- und Unterkiefer). Durch Kompressionsstenosen des Tränennasenkanals im Bereich der Zahnwurzeln ergeben sich Tränenabflussstörungen.

### Brachygnathia (Kieferverkürzung)

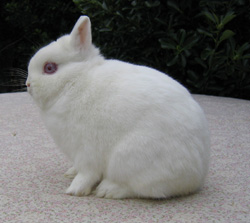
Zwergwuchs bei einem Hermelinkaninchen

Definition
Verkürzung eines Kiefers gegenüber dem anderen, meist des Oberkiefers (Brachygnathia superior).
Auftreten
Vor allem bei Zwergkaninchen.
Genetik
Nicht geklärt.
Symptomatik
Durch die Kieferverkürzung findet kein ausreichender Abrieb der Schneidezähne statt. Die Nahrungsaufnahme wird eingeschränkt. Meist bei kugelköpfigen Tieren wird auch gelegentlich der Tränennasenkanal verstopft, was zu Tränenabflussstörungen führt.

## Meerschweinchen

### Baldwins

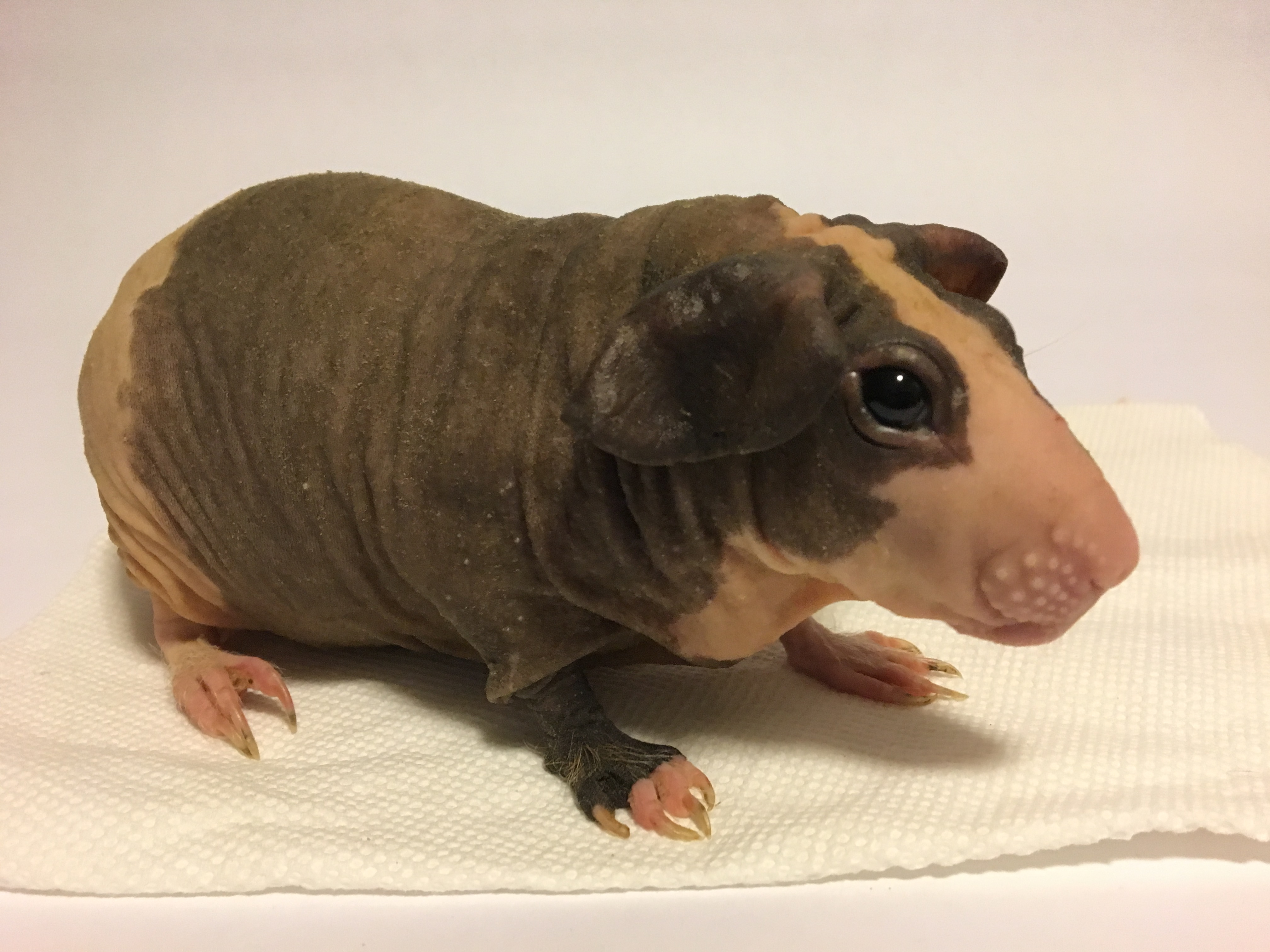
Erwachsenes Baldwin-Meerschweinchen

Definition
keine Körperbeharrung, Kleinwuchs
Auftreten
Meerschweinchen mit dem hairless-Gen werden in der Forschung für Tierversuche gezüchtet. Labore nutzen für verschiedene Forschungsansätze das schwache Immunsystem der Nacktmeerschweinchen aus.
Genetik
Nicht geklärt.
Symptomatik
Ein geschwächtes Immunsystem trägt zu einer stark verkürzten Lebenserwartung (wenige Wochen) bei .

### Weiße Fellfarbe
(Quelle: )
Definition
Weißes Fell
Auftreten
Schimmel, Dalmatiner
Genetik wird durch Homozygotie vererbt
Lethalgen wird dominant vererbt wenn beide Elterntiere das jeweilige Einzelgen in sich tragen.
Symptomatik
Blindheit, Taubheit, weitere Organschäden

## Vögel

### Lachtaube

#### Seidenfiedrigkeit
Definition
Es wird keine geschlossene Federfahne ausgebildet, da die Strahlen der zum Teil verdrehten Federäste nicht miteinander verzahnt sind.
Auftreten
Zuchtform der domestizierten Lachtaube.
Genetik
Autosomal unvollständig dominant.
Symptomatik
Deformation der Hakenstrahlen sowie mangelhafte Stabilität und Elastizität der Federstrahle, die sich tendenziell auch noch verdrehen. Die Flugfähigkeit heterozygoter Tiere ist deshalb eingeschränkt, homozygote Tiere sind flugunfähig.

### Haustaube

#### Kurzschnäbligkeit

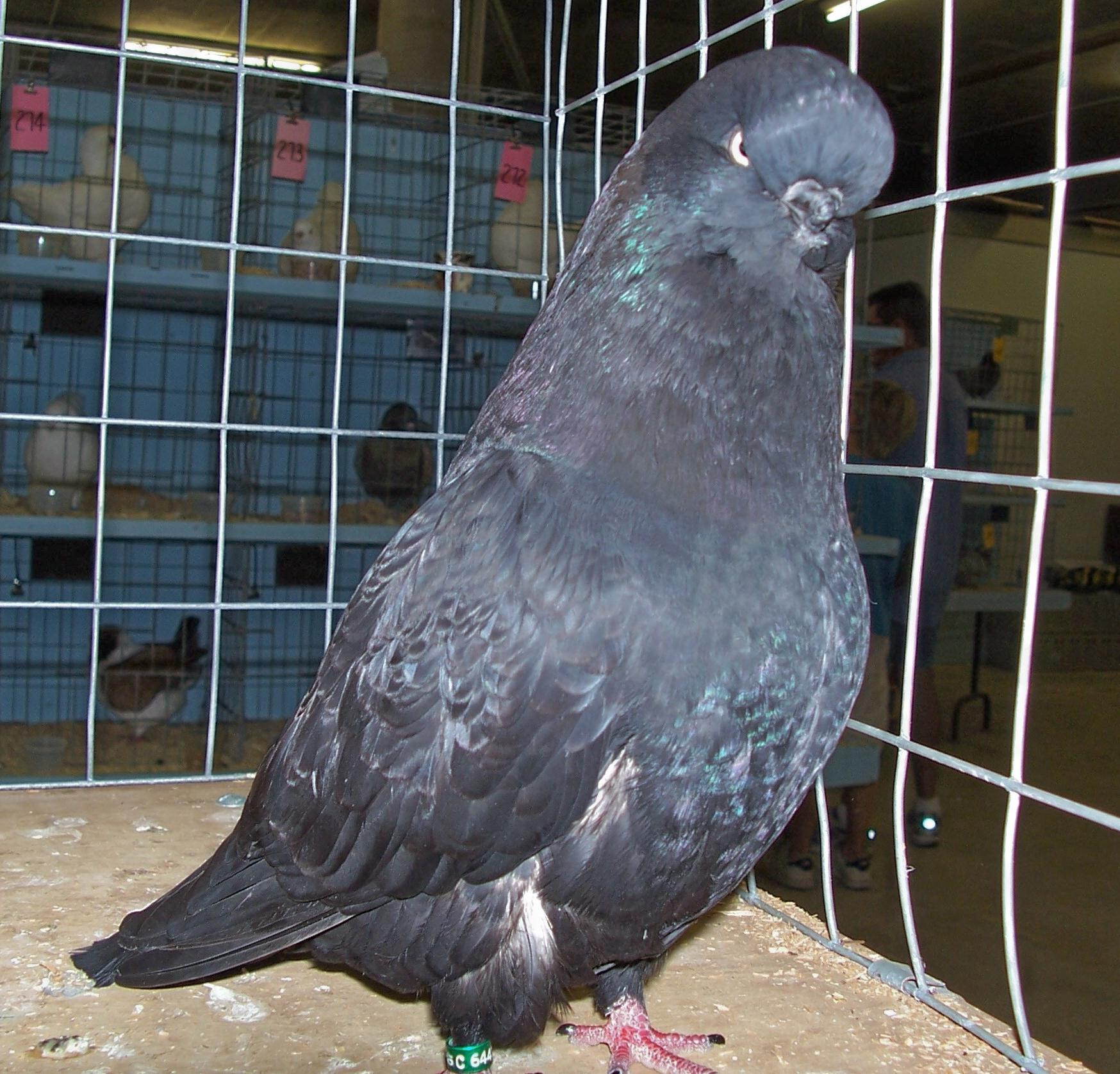
Kurzschnäbligkeit

Definition
Extreme Verkürzung von Ober- und Unterschnabel.
Auftreten
Diverse Rassen.
Genetik
Vermutlich Polygenie.
Symptomatik
Schlupfprobleme durch missgestalteten oder fehlenden Eizahn. Begünstigung von Schnabelmissbildungen.

#### „Almond“
Definition
Mehr oder weniger ausgeprägte vielfarbige Gefiederfärbung.
Auftreten
Bei zahlreichen Haustaubenrassen.
Genetik
Geschlechtsgebunden, vermutlich Z-chromosomal unvollständig dominant.
Symptomatik
Bei homozygoten Tieren prä- und postnatale Todesfälle. Überlebende sind nahezu weiß und zeigen in der Regel hochgradige Schädigungen der Augen. Bei heterozygoten Tieren in Verbindung mit farbverdünnenden Genen herabgesetzte Vitalität und Störungen im Bewegungsablauf.

#### „Dominant-Opal“
Definition
Bei heterozygoten Tieren wird die Gefiederfärbung aufgehellt, das Großgefieder ausgebleicht.
Auftreten
Bei zahlreichen Haustaubenrassen.
Genetik
Autosomal unvollständig dominant mit variabler Expressivität. Letalfaktor.
Symptomatik
Überlebende homozygote Tiere zeigen starkes Kopfzittern und erreichen meist nicht die Geschlechtsreife. Heterozygotie scheint keine Defekte zu bewirken.

#### Unphysiologische Stellung der Intertarsalgelenke
Definition
Gestreckte Intertarsalgelenke.
Auftreten
Charakteristisches Merkmal diverser Rassen.
Genetik
Nicht geklärt.
Symptomatik
Disposition für degenerative Gelenkserkrankungen.

#### Befiederung der Läufe und Zehen
Definition
Fußbefiederung in zahlreichen Ausprägungsgraden. Größe und Form variieren beträchtlich.
Auftreten
Zahlreiche Haustaubenrassen.
Genetik
Bei starker „Belatschung“ Polygenie der Gene „Grouse“ und „Slipper“. Diese sorgen einzeln für sich nur für eine spärliche Fußbefiederung.
Symptomatik
Stark belatschte Tiere sind vergleichsweise unbeholfen und bei Freiflughaltung witterungsanfällig. Parasitenbefall wird begünstigt. Nestlinge können an den Federn hängen bleiben und aus dem Nest fallen (weshalb deren Eltern vor der Brut die Fußbefederung geschnitten wird). Durch mechanische Beschädigung der Latschenfedern können Blutungen entstehen.

#### HypertrophiertesImponierverhalten

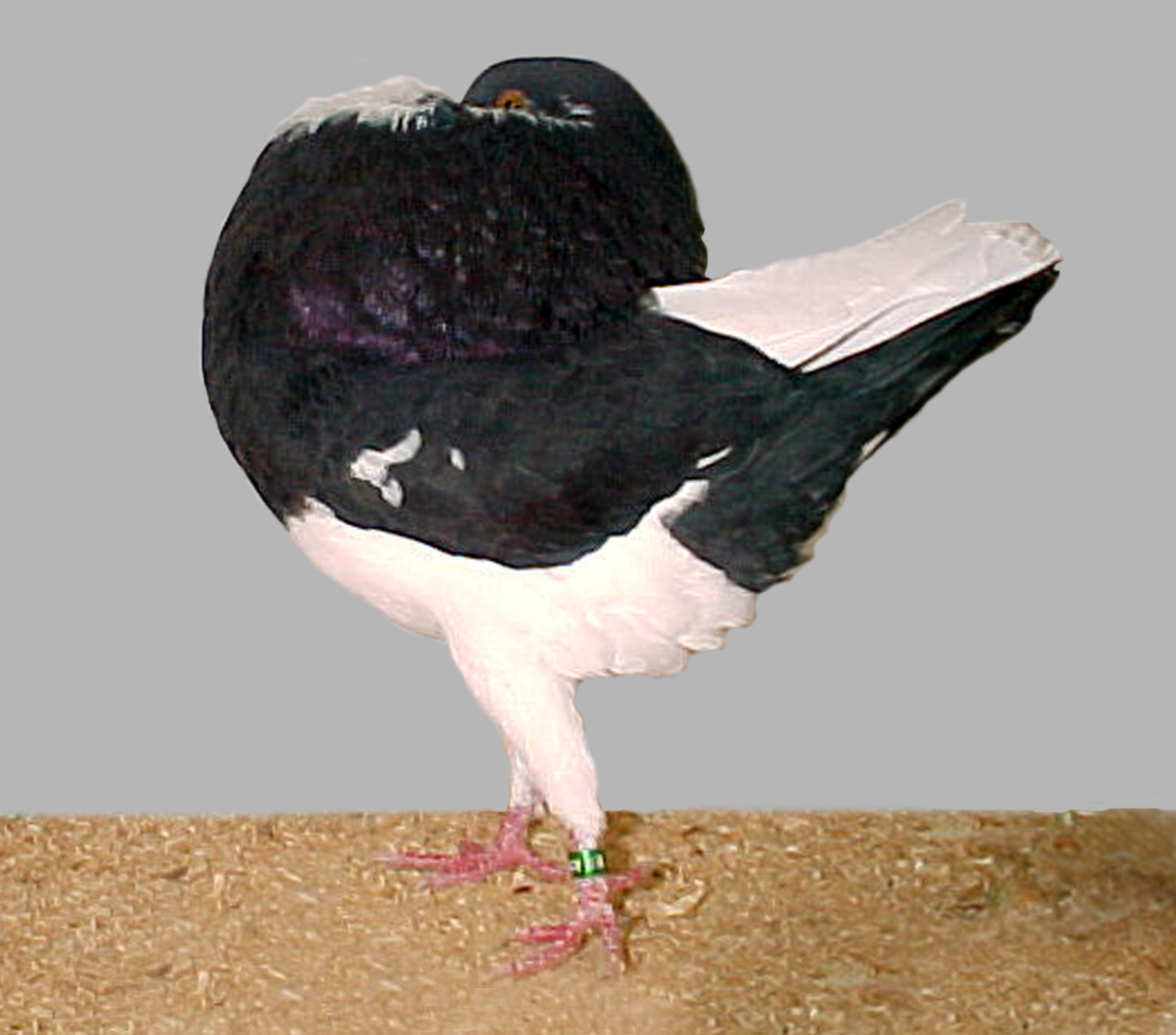
Kröpfer-Taube

Definition
Übersteigertes Aufblasen des Kropfes mit Luft.
Auftreten
Namensgebendes Merkmal der Kropftaube („Kröpfer“).
Genetik
Nicht geklärt.
Symptomatik
Beeinträchtigte Kropfphysiologie. Disposition zu Kropfwandentzündungen infolge Fehlgärung, Säuerung und Fäulnisbildung des Kropfinhalts.

#### Hypertrophiertes Wachstum der Schnabelwarzen und Augenringe

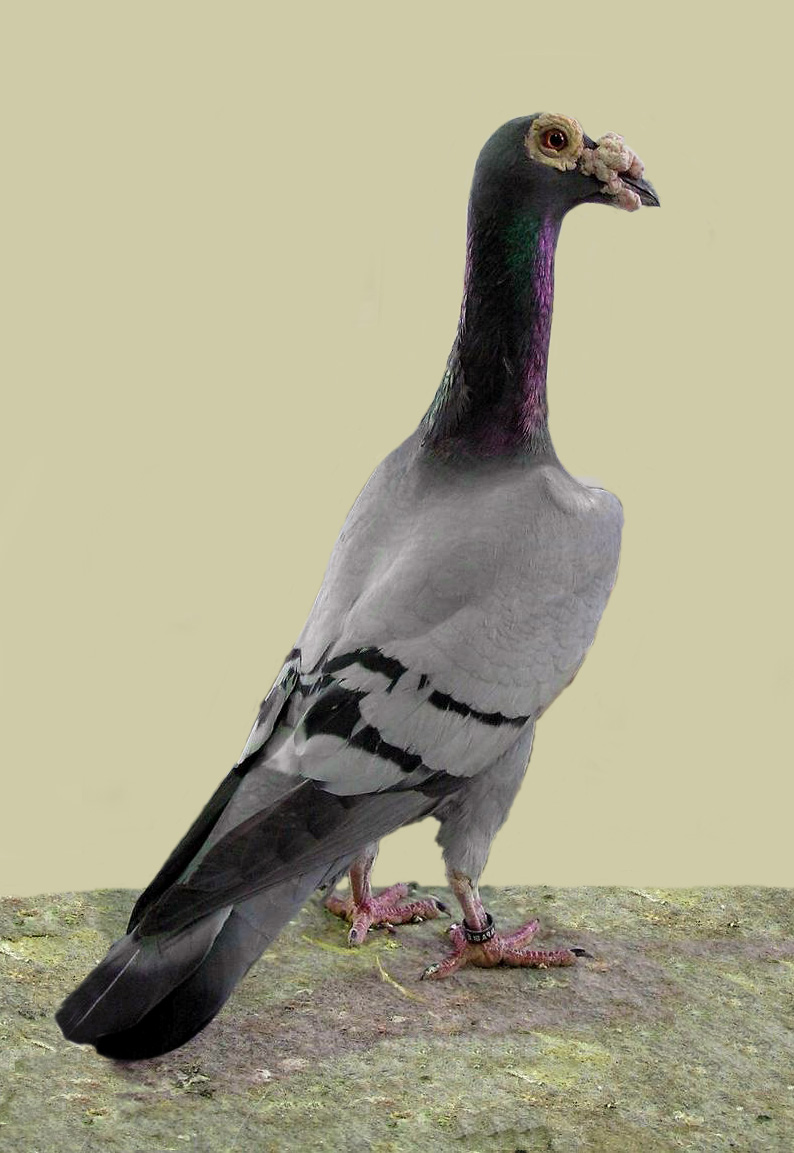
Hypertrophierte Schnabelwarzen und Augenringe bei einer Carriertaube

Definition
Auffällige Veränderung der Nasenwachshaut und der Orbitalringe mit permanenter Größenzunahme.
Auftreten
Besonders ausgeprägt bei „Indianer“ und „Carrier“.
Genetik
Nicht geklärt, sicherlich aber genetisch bedingt.
Symptomatik
Durch die Einschränkung des Gesichtsfeldes bei älteren Tieren können diese das Futter nicht mehr optisch fixieren. Die Wachshautumbildung kann die Atmung einschränken. In den Warzenfalten entstehen Entzündungen. Ältere Tiere sind häufig nicht mehr lebensfähig und müssen getötet werden.

#### Zitterhalsigkeit
Definition
Ruckartiges Zurückschnellen von Kopf und Hals.
Auftreten
Verschiedene Rassen, bei „Stargarder Zitterhälsen“ im Rassestandard gefordert.
Genetik
Vermutlich autosomal dominant mit unvollständiger Expressivität.
Symptomatik
Die Bewegung ist auffallend starr. Die anatomisch physiologischen Grundlagen der Störung sind nicht geklärt.

#### Abweichendes Flugverhalten (Flugrollen, Flugpurzeln, Bodenrollen etc.)
Definition
„Rollen“ oder „Purzeln“ beim Balzflug der Felsentaube.
Auftreten
Zahlreiche Rassen.
Genetik
Wahrscheinlich autosomal rezessiv, mit variabler Expressivität durch modifizierende Gene.
Symptomatik
Durch großen Höhenverlust bei den „Rollen“ unter Umständen Aufschlag auf ein Hindernis mit tödlichen Folgen. „Bodenpurzler“-Rassen zeigen das Flugrollen auf dem Boden, da sie nahezu flugunfähig sind.

#### Federhauben und Federwirbel
Definition
Lokale Federstellungsanomalie im Kopf- und Halsgefieder.
Auftreten
Zahlreiche Rassen.
Genetik
Autosomal rezessiv. Bei Perückentauben vermutlich autosomal dominant.
Symptomatik
Sichtbehinderung durch „Scheitelrosen“ und „Schnabelnelken“.

### Wellensittich

#### Federhaube

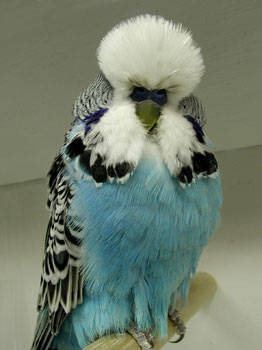
Federhaube bei einem Schauwellensittich

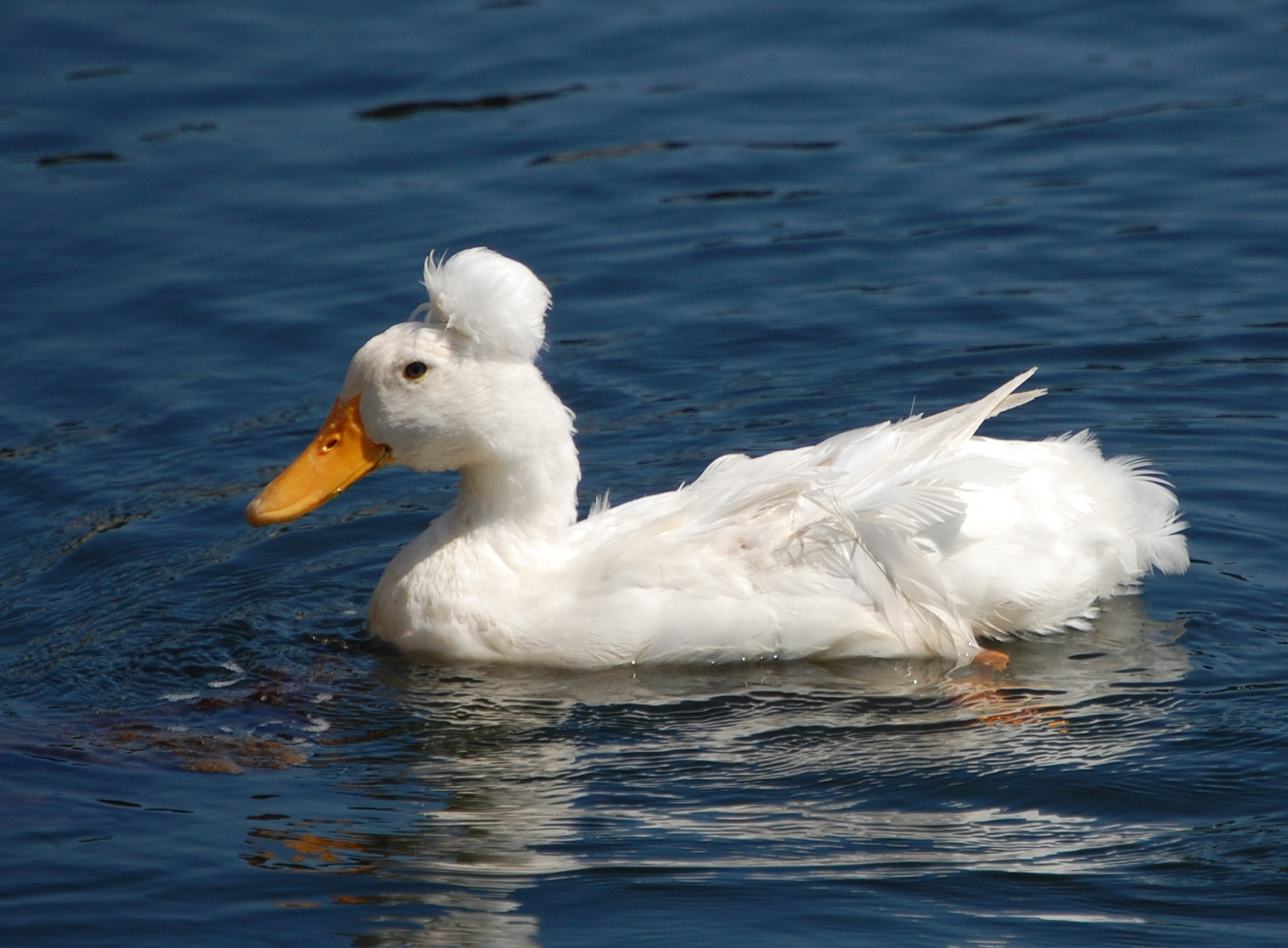
Haubenente

Definition
Lokale Federstellungsanomalie im Kopfgefieder.
Auftreten
Standardisierte Variante bei Schau-Wellensittichen.
Genetik
Autosomal unvollständig dominant mit variabler Expressivität., Subvitalfaktor.
Symptomatik
Gesamtletalität bei rein- und mischerbigen Tieren 48 %. Embryonen sterben durch Gehirnblutung. Lebensfähige Tiere zeigen aufgrund einer abnormen Gehirnvergrößerung zahlreiche Anomalien wie Muskeltremor, Gleichgewichts- und Koordinationsstörungen, Verhaltensdefekte. Deutlich geringere Ei- und Gelegegrößen bei homozygoten Tieren.

#### „Schau-Wellensittich“
Definition
Im Vergleich zum Wildtyp auffallende Körpergröße, Kopfbreite und Kopfrundung.
Auftreten
Standardisiertes Zuchtziel bei Schau-Wellensittichen.
Genetik
Vermutlich Polygenie.
Symptomatik
Durch erhöhte Körpermasse und -größe stellt sich eine gewisse Lethargie ein. Balz- und Fortpflanzungsaktivitäten sowie Befruchtungsrate sind reduziert. Niedrigere Lebenserwartung gegenüber dem Normaltyp. Durch eine ausgeprägte Kopfbefiederung ergibt sich ein eingeschränkter Gesichtskreis.

#### „Featherduster“
Definition
Abnormales Federwachstum.
Auftreten
Hochgezüchtete Zuchtstämme von Schau-Wellensittichen.
Genetik
Vermutlich autosomal rezessiv.
Symptomatik
Die Federn sind zum Teil sechsmal länger als normal. Dadurch starke Sichtbehinderung und nahezu vollständige Flugunfähigkeit. Sehr kurze Lebenszeit (ca. 9 Monate) wahrscheinlich durch nicht therapierbares Eiweißmangel-Syndrom, das durch das starke Federwachstum ausgelöst wird.

### Nymphensittich

#### „Rezessiv-Silber“
Definition
Aufgehellte Färbung.
Auftreten
Farbvariante bei domestizierten Nymphensittichen.
Genetik
Vermutlich rezessiv.
Symptomatik
Erhebliche Sehschwäche bis zur Blindheit.

### Hausgans

#### Extreme Hautfaltenbildung

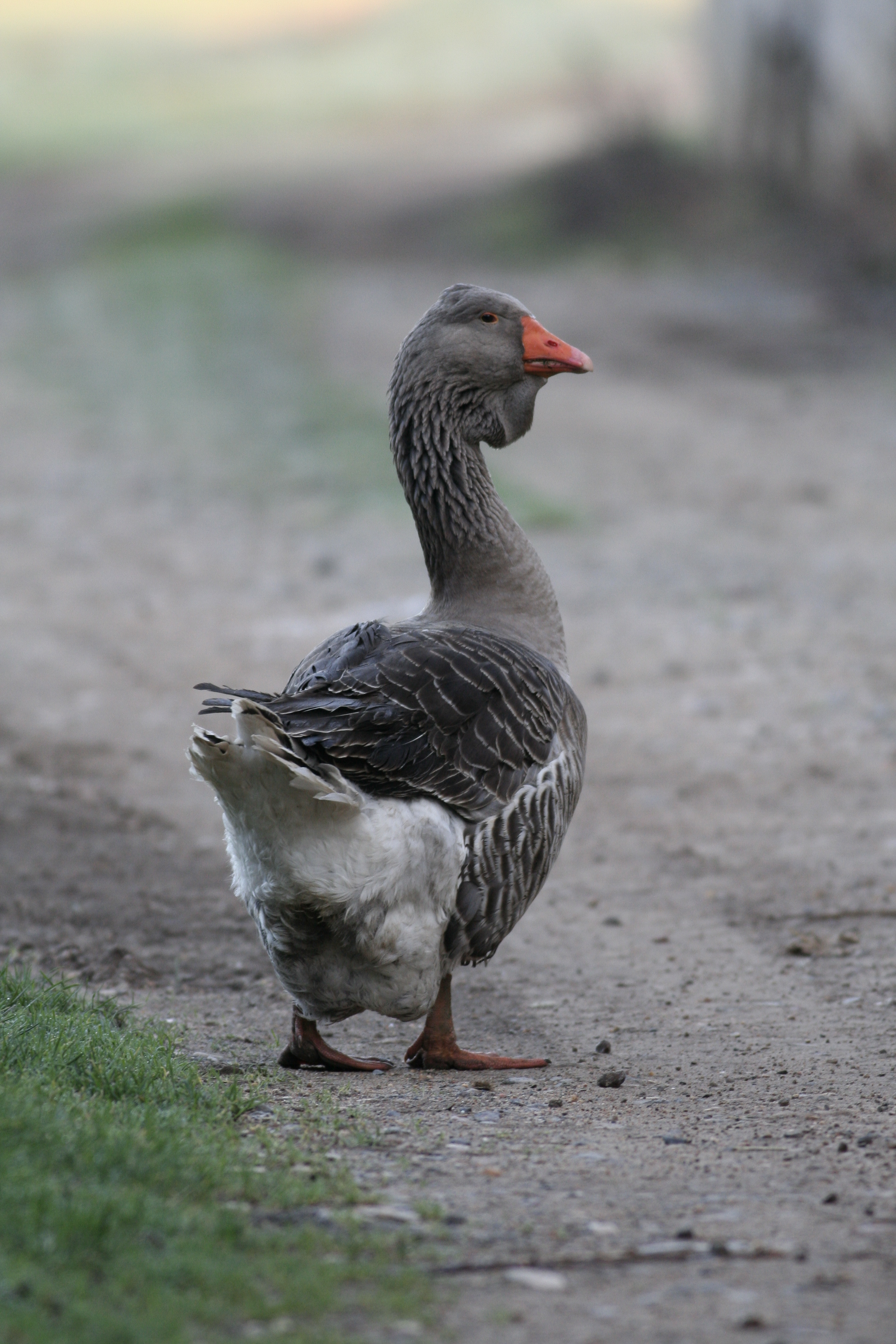
Wammenbildung bei einer Toulouser Gans

Definition
Als „Wamme“ oder „Kiele“ bezeichnete Hautfalten, die je nach Ernährungszustand mehr oder minder verfettet sind und teilweise am Boden schleifen.
Auftreten
Zuchtziel bei der Toulouser Gans.
Genetik
Nicht geklärt.
Symptomatik
Die Tiere sind behäbig und unbeweglich, vermindert weidetauglich. Die Zahl der befruchteten Eier ist deutlich geringer.

#### Lockenbildung
Definition
Insbesondere die Deckfedern in den Schultern und Flügeln sowie am Rücken und an der Flanke sind stark verlängert und spiralig verdreht.
Auftreten
Zuchtziel bei den Lockengänsen.
Genetik
Vermutlich autosomal unvollständig dominant.
Symptomatik
Der Federschaft ist weich und brüchig und spaltet sich in der Mitte auf. Die Federhälften hängen dann schlaff herab und täuschen eine besondere Fülle vor. „Überlockte“ Tiere sind wahrscheinlich reinerbig und weisen Wachstumsdepressionen und Fertilitätsstörungen auf.

### Hausente

#### Federhaube
Definition
Federhaube am Hinterkopf variabler Größe.
Auftreten
Rassekennzeichen von Haubenenten. Vorkommen auch bei Hochbrutflugenten und Zwergenten.
Genetik
Vermutlich autosomal unvollständig dominant mit variabler Expressivität. Homozygot in der Regel letal, heterozygot mit unvollständiger Penetranz.
Symptomatik
Die Haubenfedern stecken in einem Bereich mit verdickter Haut. Bei Großhauben können die Fontanellen sich eventuell nicht schließen. Dies kann zu Verwachsungen der Haubenhaut mit den Hirnhäuten führen. Dadurch kann sich Gewebe in der Schädelhöhle einlagern und Teile des Gehirns verdrängen. Die Folge sind Sinnesstörungen und in schweren Fällen der Tod.

#### Unphysiologische Körperhaltung

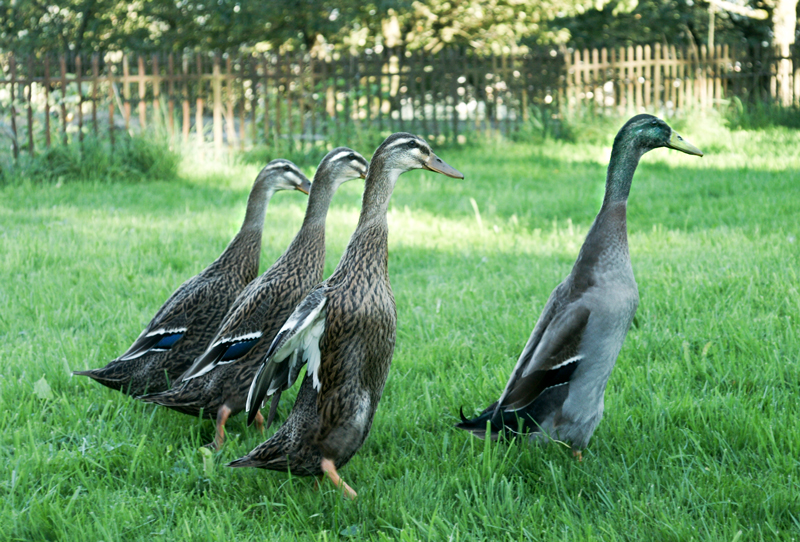
Unphysiologische Körperhaltung bei Laufenten

Definition
Steil aufgerichtete Körperhaltung mit durchgedrückten Intertarsalgelenken.
Auftreten
Extrem ausgeprägt bei Indischen Laufenten.
Genetik
Nicht geklärt.
Symptomatik
Es können degenerative Erkrankungen der Gelenke auftreten, da die Tiere möglichst nur mit dem ersten Drittel der Zehen auf dem Boden stehen.

### Haushuhn

#### Ohrbommeln („Ear-Tufts“)
Definition
Warzenförmige, befiederte Hautauswüchse an der Kopfseite in unmittelbarer Nähe der Ohröffnung.
Auftreten
Teilpopulationen der Rassen Araucana und Zwerg-Araucana.
Genetik
Autosomal unvollständig dominant mit variabler Expressivität, Letalfaktor.
Symptomatik
Auch bei heterozygoten Tieren ist die Sterblichkeit deutlich höher. Die Gehörgänge weisen Entwicklungsanomalien auf, so dass das Trommelfell unter Umständen an der Kopfaußenseite liegt.

#### Schwanzlosigkeit (Kaulschwänzigkeit)

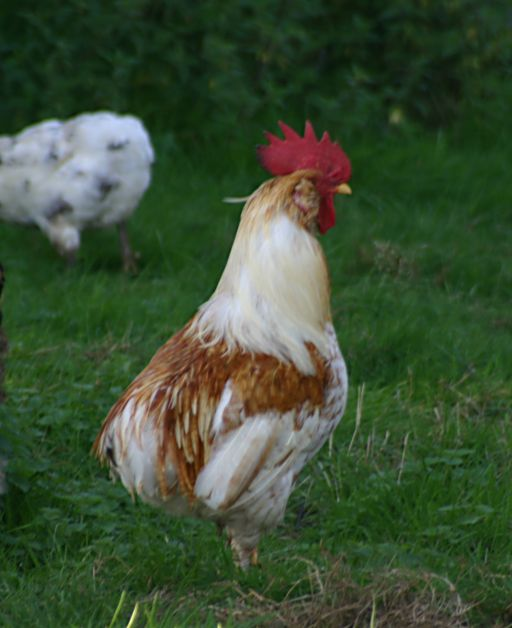
Schwanzlosigkeit bei einem Kaulhahn

Definition
Neben dem Schwanzgefieder und der Bürzeldrüse fehlen auch Teile des Synacrums, die freien Schwanzwirbel und das Pygostyl.
Auftreten
Kaulhühner, Zwerg-Kaulhühner, Ruhlaer Zwerg-Kaulhühner, Araucana, Zwerg-Araucana.
Genetik
Autosomal dominant mit unvollständiger Expressivität.
Symptomatik
Durch das Fehlen der Schwanzfedern und caudaler Wirbelsäulenabschnitten haben die Hühner Kopulationsschwierigkeiten, da die „Gleichgewichtsstabilisatoren“ fehlen. Durch die fehlende Bürzeldrüse sind die Hühner auch nur mangelhaft „wetterfest“. Die Küken haben oft Probleme beim Kotabsatz, da der Kot in den Dunen des Aftergefieders festklebt. Dies kann zum völligen Verschluss der Kloakenöffnung führen.

#### Kurzbeinigkeit
Definition
Auffällige Verkürzung und Verdickung der Läufe.
Auftreten
Krüper, Zwerg-Krüper, Chabos. In ähnlicher Form bei Indischen Kämpfern und Indischen Zwergkämpfern.
Genetik
Bei Krüper und Chabo autosomal unvollständig dominant mit variabler Expressivität, Letalfaktor, bei Indischen Kämpfern vermutlich Polygenie, Letalfaktor.
Symptomatik
Homozygote Tiere verenden spätestens in der Schlupfphase.

#### Struppfiedrigkeit
Definition
Federn des Kleingefieders sind gegen den Federstrich gebogen (invertiert).
Auftreten
Verschiedene Rassen.
Genetik
Autosomal unvollständig dominant mit variabler Expressivität.
Symptomatik
Das Gefieder liegt nicht glatt am Körper, sondern ist nach außen gekrümmt. Häufig fehlen die Innenfahnen der Handschwingen, was zur Flugunfähigkeit führt. Homozygote Tiere sind im ersten Lebensjahr nackt und entwickeln später nur ein mangelhaftes Federkleid. Sie sind in der Regel steril. Durch die abweichende Federstruktur zeigen die Tiere Störungen im Wärmehaushalt, was zu einem erhöhten Stoffwechsel und einer gesteigerten Herzschlagfrequenz führt.

#### Federhaube
Definition
Unterschiedlich große Federhaube.
Auftreten
Merkmal verschiedener Rassen wie Holländer Weißhaube, Paduaner, Sultanshuhn.
Genetik
Autosomal unvollständig dominant mit variabler Expressivität.
Symptomatik
Durch überhängende Haubenfedern stark eingeschränktes Sehvermögen. Im Bereich der Haube Anfälligkeit für Milbenbefall.

#### Bartbildung
Definition
Federbildung unterhalb des Schnabelansatzes und an der Kehle.
Auftreten
Verschiedene Rassen, Deutsches Lachshuhn, Orloff, Antwerpener Bartzwerghuhn.
Genetik
Autosomal unvollständig dominant mit variabler Expressivität.
Symptomatik
Wenn die Bartfedern über die Augen reichen wird das Gesichtsfeld eingeschränkt.

#### Befiederung von Läufen und Zehen
Definition
Befiederung der Zehen und Läufe, die normalerweise mit Hornschuppen bedeckt sind.
Auftreten
Zahlreiche Rassen, Federfüßiges Zwerghuhn, Brahma, Zwerg-Cochin.
Genetik
Drei Gene: Pti-1, Pti-2, pti-3, wobei die ersten beiden dominant sind.
Symptomatik
Stark belatschte Tiere sind sehr unbeholfen und in ihrer Scharraktivität gestört. Die Laufbefiederung neigt zur Verschmutzung was den Parasitenbefall erhöhen kann. Bei weit abstehender Latschenbefiederung erhöht sich das Verletzungsrisiko, was Blutungen zur Folge haben kann.

#### Extreme Langschwänzigkeit
Definition
Wachstumshypertrophie der Schwanzfedern bei Hähnen.
Auftreten
Phönix-Onagadori
Genetik
Zusammenwirken der zwei Gene mit (Ausfall der Mauser) und Gt (Wachstumssteigerung der Sattel- und Schwanzfedern).
Symptomatik
Die langen Schwanzfedern sind nur durch Haltung der Hähne in Schrankkäfigen zu erhalten. Hier haben die Tiere aber keinen Auslauf. Dies widerspricht dem Haltungsgebot von Hühnern.

### Zebrafink

#### Federhaube
Definition
Federwirbel im Scheitelbereich.
Auftreten
Zuchtziel bei Schau-Zebrafinken.
Genetik
Autosomal unvollständig dominant mit variabler Expressivität, Letalfaktor.
Symptomatik
Bei heterozygoten Tieren keine weiteren Beeinträchtigungen.

#### „Dominant-Pastell“

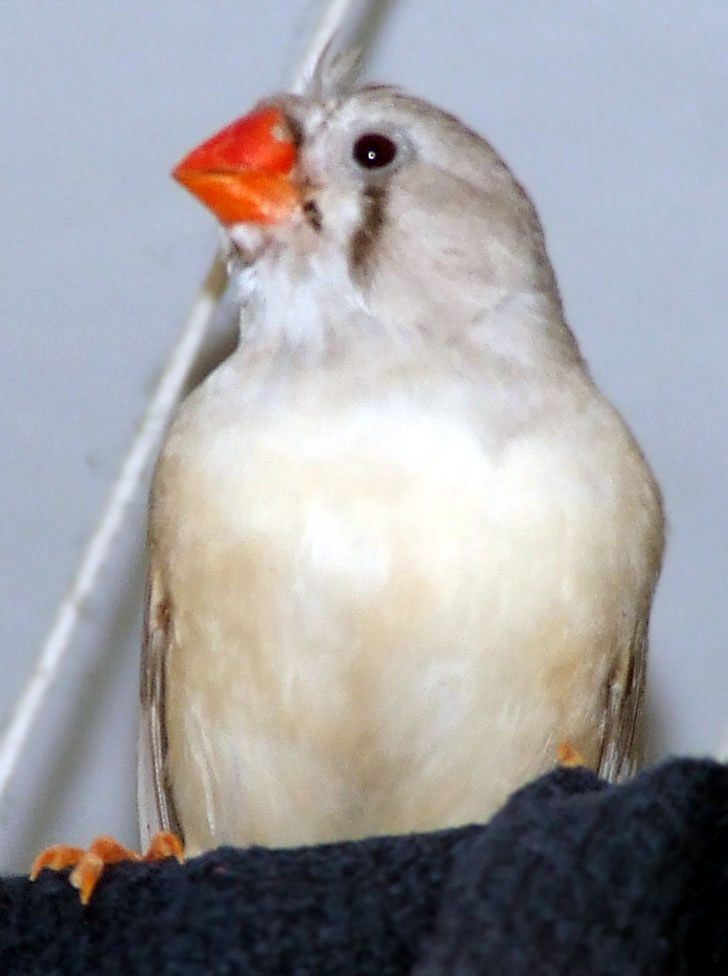
Dominant-pastellfarbener Zebrafink

Definition
Aufhellung der Gefiederfarben.
Auftreten
Zuchtziel bei Schau-Zebrafinken.
Genetik
Autosomal unvollständig dominant, Letalfaktor.
Symptomatik
Bei heterozygoten Tieren keine weiteren Beeinträchtigungen.

#### „Wange“
Definition
Bleigrau oder dunkelbraun gefärbte Wangenflecke, die normalerweise orange-rot sind.
Auftreten
Zuchtziel bei Schau-Zebrafinken.
Genetik
Autosomal unvollständig dominant mit variabler Expressivität.
Symptomatik
Anomalie des optischen Apparates (Mikrophthalmie, Mikrocorneae) bei homozygoten Tieren.

### Japanisches Mövchen

#### Federhaube
Definition
Federwirbel im Scheitelbereich
Auftreten
Standardisiertes Zuchtziel beim Japanischen Mövchen.
Genetik
Autosomal unvollständig dominant mit variabler Expressivität, Letalfaktor.
Symptomatik
Bei heterozygoten Tieren keine weiteren Beeinträchtigungen.

#### Federrosette
Definition
Federwirbel im Brustbereich.
Auftreten
Standardisiertes Zuchtziel beim Japanischen Mövchen.
Genetik
Autosomal unvollständig dominant mit variabler Expressivität, vermutlich mit modifizierenden Genen, Letalfaktor.
Symptomatik
Bei heterozygoten Tieren keine weiteren Beeinträchtigungen.

#### Kombination von Federhaube und Federrosette
Definition
Kombinationszüchtung mit Wirbelbildung in Kopf- und Körpergefieder.
Auftreten
Derzeit nicht als Zuchtziel standardisiert, aber mit entsprechenden Eltern jederzeit erzielbar.
Genetik
Nicht geklärt.
Symptomatik
Es kommt zu Federstellungsanomalien, die nicht nur das Kleingefieder, sondern auch Hand- und Armschwingen und die Steuerfedern betreffen können. Die Federn sind zum Teil auch deformiert, wodurch die Flugfähigkeit herabgesetzt oder nicht gegeben ist.

#### Weiße Gefiederfärbung
Definition
Leuzistische Farbvariante.
Auftreten
Standardisiertes Zuchtziel beim Japanischen Mövchen.
Genetik
Nicht geklärt.
Symptomatik
Disposition für Sehschwäche und Blindheit. Bei Verpaarungenn weiß/gescheckt sind keine Augenschäden bekannt.

### Kanarienvogel

#### Federhaube
Definition
Federwirbel im Scheitelbereich.
Auftreten
Standardisiertes Zuchtziel bei verschiedenen Rassen.
Genetik
Autosomal unvollständig dominant mit variabler Expression, Letalfaktor.
Symptomatik
Bei übertypisierten Federhauben kann das Gesichtsfeld erheblich eingeschränkt sein. Bei heterozygoten Tieren keine weiteren Beeinträchtigungen.

#### „Dominant-Weiß“
Definition
Genträger sind weiß, schiefergrau oder in diesen Farben gescheckt. Sie weisen Carotinoid-Ablagerungen in den Handschwingen auf. Diese Färbung kann durch Verdünnungsfaktoren zurückgedrängt bzw. unterdrückt werden. Mit pigmentverdünnenden Faktoren können weitere Farbmodifikationen erzielt werden.
Auftreten
Standardisiertes Zuchtziel bei verschiedenen Rassen.
Genetik
Autosomal unvollständig dominant, Letalfaktor.
Symptomatik
Bei heterozygoten Tieren keine weiteren Beeinträchtigungen.

#### „Rezessiv-Weiß“
Definition
Genträger sind rein weiß, rein schiefergrau oder in diesen Farben gescheckt. Mit pigmentverdünnenden Faktoren können weitere Farbmodifikationen erzielt werden. Im Gegensatz zu dominant weißen Tieren besitzen rezessiv weiße Tiere ein rein weißes Unterhautfettgewebe und keine farbigen Abzeichen.
Auftreten
Standardisiertes Zuchtziel bei verschiedenen Rassen.
Genetik
Autosomal rezessiv.
Symptomatik
Die Tiere haben eine Störung des Vitamin-A-Stoffwechsels. Carotinoide werden nicht im Darmtrakt resorbiert. Die Tiere sind deshalb auf eine Zufuhr von Vitamin A in Form animalischer Kost angewiesen.

#### Intensive Gefiederfärbung

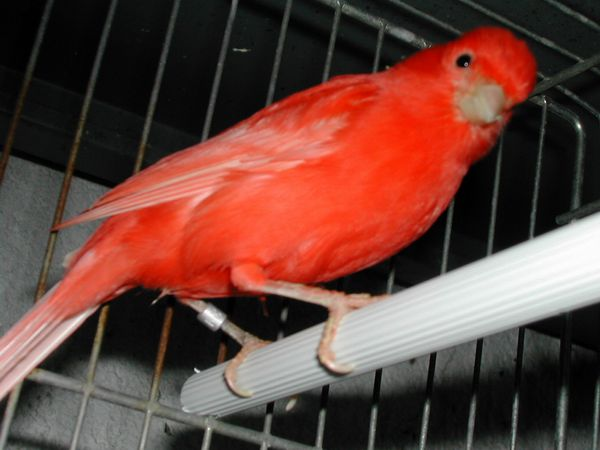
Intensiv rot gefärbter Kanarienvogel

Definition
Bei intensiv gefärbten Kanarienvögeln erfolgt die Einlagerung von Carotinoiden bis in die Federspitzen.
Auftreten
Standardisiertes Zuchtziel bei verschiedenen Rassen.
Genetik
Autosomal unvollständig dominant mit variabler Expression.
Symptomatik
Bei heterozygoten Tieren keine weiteren Beeinträchtigungen.

#### Langfiedrigkeit
Definition
Harmonische Federvergrößerung insbesondere des Kleingefieders.
Auftreten
Positurkanarienvögel, insbesondere Norwich- und Yorkshire-Kanarienvögel.
Genetik
Nicht geklärt.
Symptomatik
Bei Nichtbeachtung der Gefiedertexturen können Federbalgzysten entstehen, die operativ entfernt werden müssen. Bei übertypisierten Yorkshire-Kanarienvögeln liegt eine Disposition für Katarakte vor, die zur Erblindung führen können. Durch die vergrößerten Federn kann auch das Gesichtsfeld eingeschränkt werden.

#### Mangelhafte Befiederung
Definition
Rassetypische Verringerung der Federzahl, nackte Stellen am Kopf, fast unbefiederte Schenkel.
Auftreten
Positurkanarienvögel, insbesondere „Gibber Italicus“.
Genetik
Autosomal unvollständig dominant mit variabler Expression, Letalfaktor.
Symptomatik
Durch die mangelhafte Befiederung ausgesprochen temperaturempfindlich.

#### „Gebogene“ Positurkanarienvögel

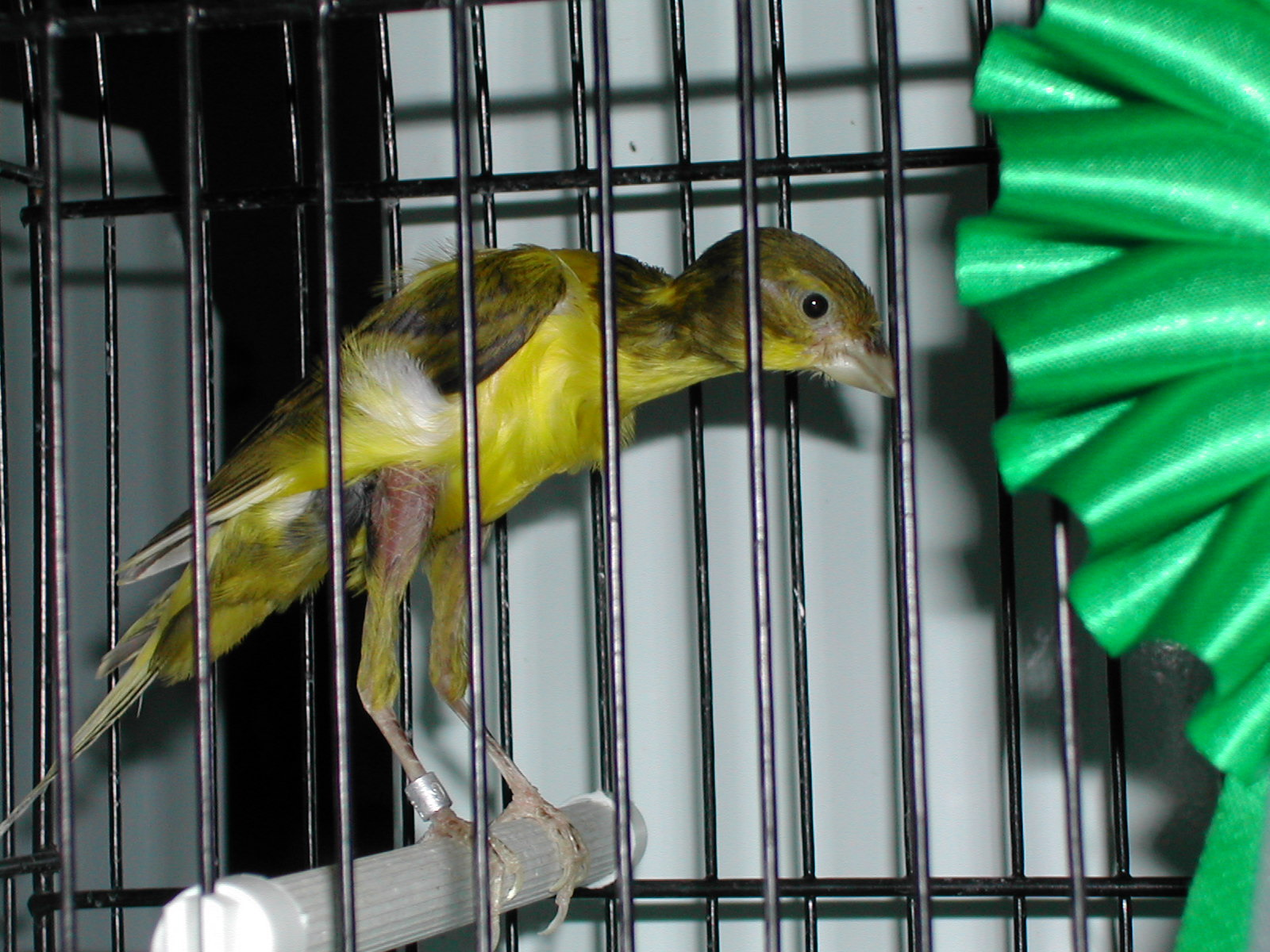
Positurkanarienvogel, hier ein Gibber italicus

Definition
Auffallende Körperhaltung, bei Erregung stehen die Tiere auf durchgedrückten Intertarsalgelenken bei einer nahezu senkrechten Körperhaltung, manche Rassen mit nach vorne abgewinkeltem Hals.
Auftreten
Positurkanarienvögel, insbesondere „Gibber Italicus“ und „Bossu Belge“.
Genetik
Autosomal unvollständig dominant mit variabler Expression.
Symptomatik
Teilweise werden ein zusätzlicher Halswirbel und ein zusätzliches Rippenpaar ausgebildet.

#### „Frisierte“ Positurkanarienvögel

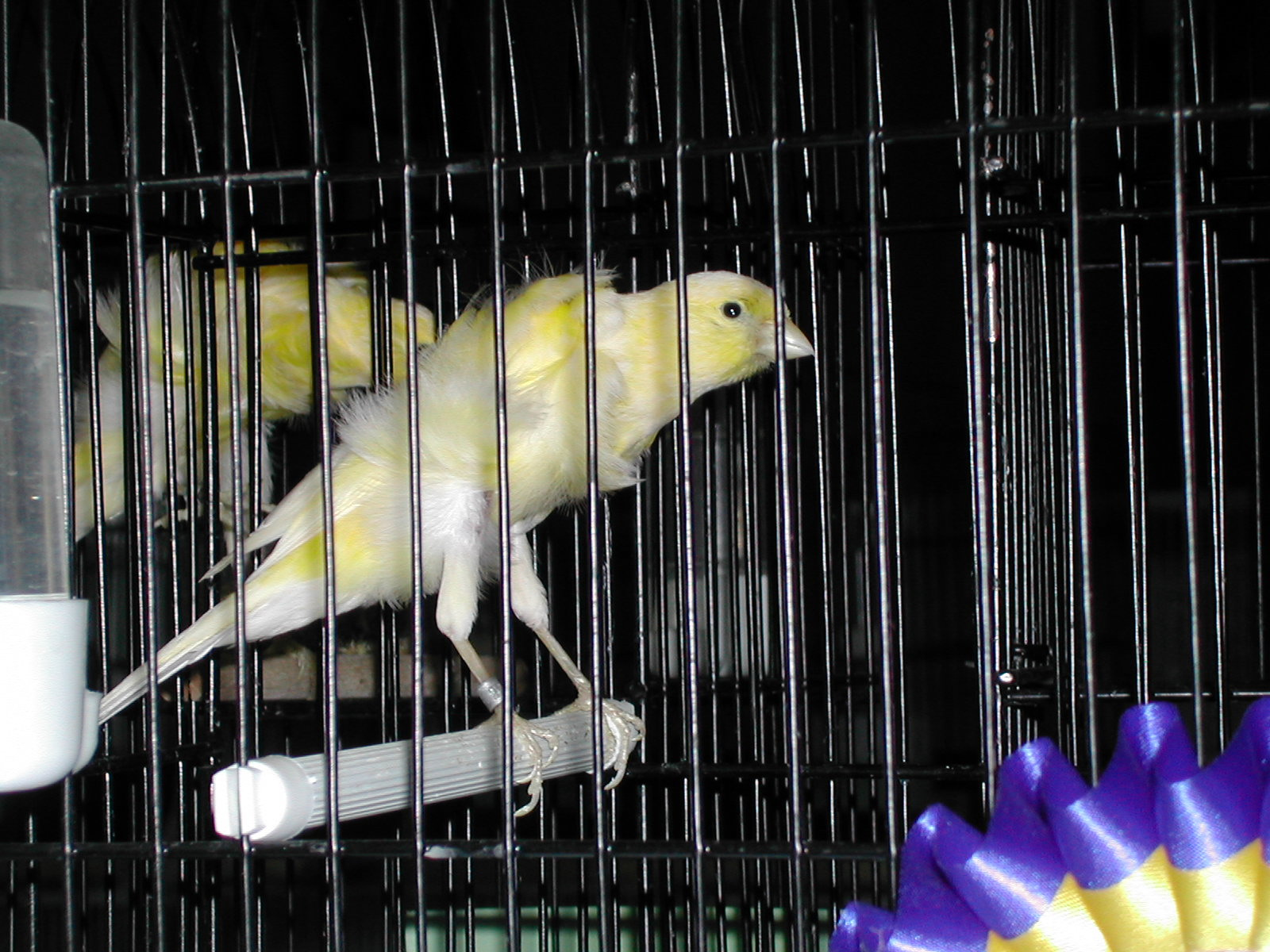
„Frisierter“ Positurkanarienvogel

Definition
veränderte Austrittswinkel der Federn des Kleingefieders.
Auftreten
Positurkanarienvögel wie Paduaner, Pariser Trompeter.
Genetik
Autosomal unvollständig dominant mit variabler Expression.
Symptomatik
veränderte Austrittswinkel der Federn des Kleingefieders, teilweise mit verlängerten Zehenkrallen. Die verlängerten Zehenkrallen führen zu einem erhöhten Verletzungsrisiko durch Hängenbleiben.

## Quelle
- A. Herzog, Th. Bartels, M. Dayen, K. Loeffler, L. Reetz, B. Rusche, J. Unshelm: Gutachten zur Auslegung von §11 b des Tierschutzgesetzes (Verbot von Qualzüchtungen). (PDF; 620 KB) Bundesministerium für Ernährung und Landwirtschaft, 26. Oktober 2005, abgerufen am 28. März 2023.